# Wutachtalbahn
| |                                                                                          |                                                                             |                                             |
| Streckennummer (DB): | 4403                                                                                     |                                                                             |                                             |
| Kursbuchstrecke (DB): | 743, 12737                                                                               |                                                                             |                                             |
| Kursbuchstrecke: | 304d (1946)                                                                              |                                                                             |                                             |
| Streckenlänge: | 61,484 km                                                                                |                                                                             |                                             |
| Spurweite: | 1435 mm (Normalspur)                                                                     |                                                                             |                                             |
| Streckenklasse: | B2 (Lauchringen–Weizen) A (Weizen–Blumberg-Zollhaus) B2 (Blumberg-Zollhaus–Hintschingen) |                                                                             |                                             |
| Maximale Neigung: | 10 ‰                                                                                     |                                                                             |                                             |
| Minimaler Radius: | 280 m                                                                                    |                                                                             |                                             |
| Streckengeschwindigkeit: | 80 km/h                                                                                  |                                                                             |                                             |
| |                                                                                          |                                                                             |                                             |
| \| \| \| von Basel \| \| \| \| 0,00 \| Lauchringen (ehem. Oberlauchringen) \| 348 m ü. NHN \| \| \| 0,10 \| B 314 \| B 314 \| \| \| 0,20 \| nach Konstanz \| nach Konstanz \| \| \| 0,27 \| Eigentumsgrenze DB InfraGO / Stadt Blumberg \| Eigentumsgrenze DB InfraGO / Stadt Blumberg \| \| \| 1,00 \| B 34n / A 98 (seit 2022) \| B 34n / A 98 (seit 2022) \| \| \| 3,20 \| Horheim \| 373 m \| \| \| 5,28 \| Wutöschingen \| 393 m \| \| \| 7,40 \| Ofteringen \| 398 m \| \| \| 9,00 \| B 314 \| B 314 \| \| \| 9,67 \| Eggingen (ehem. Untereggingen) \| 410 m \| \| \| 13,70 \| Stühlingen-Eberfingen \| 434 m \| \| \| 16,80 \| Stühlingen (seit 2021) \| 450 m \| \| \| \| \| \| \| \| 17,44 \| Stühlingen (bis 2004 / 2021) Übergang zur StSS nach Schaffhausen (bis 1964) \| 455 m \| \| \| \| \| \| \| \| 19,90 \| ehem. proj. nach Bonndorf (Schwarzwald) \| ehem. proj. nach Bonndorf (Schwarzwald) \| \| \| 20,00 \| Weizen Sto (seit 2025) \| 471 m \| \| \| 20,20 \| B 315 \| B 315 \| \| \| 20,40 \| Weizen \| 472 m \| \| \| 21,90 \| B 314 \| B 314 \| \| \| 22,60 \| B 314 \| B 314 \| \| \| 23,60 \| Lausheim-Blumegg (ehem. Im Weiler) \| 502 m \| \| \| 24,30 \| Weiler Kehrtunnel[1] (1205 m) \| Weiler Kehrtunnel[1] (1205 m) \| \| \| 25,70 \| Wutach-Brücke (108 m) \| Wutach-Brücke (108 m) \| \| \| 27,20 \| Grimmelshofer Tunnel (225 m) \| Grimmelshofer Tunnel (225 m) \| \| \| 27,80 \| Grimmelshofen \| 539 m \| \| \| 28,30 \| Tunnel in der Kleinen Stockhalde[1] (86 m) \| Tunnel in der Kleinen Stockhalde[1] (86 m) \| \| \| 28,50 \| Großer Stockhalde-Kreiskehrtunnel[1] (1700 m) \| Großer Stockhalde-Kreiskehrtunnel[1] (1700 m) \| \| \| 32,40 \| Fützener Viadukt (153 m), B 314 \| Fützener Viadukt (153 m), B 314 \| \| \| \| \| \| \| \| 37,3037,50 \| Wutachblick Tunnel am Achdorfer Weg (540 m) \| 622 m \| \| \| \| \| \| \| \| 33,4036,30 \| Fützen / B 314 \| 587 m \| \| \| 35,00 \| ehem. B 314 \| ehem. B 314 \| \| \| 40,80 \| Epfenhofen \| 655 m \| \| \| 41,10 \| Epfenhofener Viadukt (264 m) \| Epfenhofener Viadukt (264 m) \| \| \| 42,4043,40 \| ehem. B 314 / Biesenbach-Viadukt (253 m) \| ehem. B 314 / Biesenbach-Viadukt (253 m) \| \| \| 44,00 \| Buchbergtunnel (805 m) \| Buchbergtunnel (805 m) \| \| \| 45,80 \| B 27 \| B 27 \| \| \| \| \| \| \| \| 45,97 \| Blumberg-Zollhaus (ehem. Zollhaus-Blumberg) \| 702 m \| \| \| \| \| \| \| \| 50,40 \| Blumberg-Riedöschingen \| 692 m \| \| \| 53,90 \| Leipferdingen \| 690 m \| \| \| 54,20 \| Geisingen-Leipferdingen (seit 2004) \| 690 m \| \| \| 56,50 \| Geisingen-Aulfingen (bis 2004 Aulfingen) \| 684 m \| \| \| 58,80 \| Geisingen-Kirchen (seit 2004?) \| 674 m \| \| \| 59,70 \| Geisingen-Hausen (bis 2004 Kirchen-Hausen) \| 671 m \| \| \| 60,10 \| A 81 \| A 81 \| \| \| 61,10 \| Donau (62 m) \| Donau (62 m) \| \| \| 61,45 \| Eigentumsgrenze Stadt Blumberg / DB InfraGO \| Eigentumsgrenze Stadt Blumberg / DB InfraGO \| \| \| \| von Offenburg \| \| \| \| 61,48 \| Hintschingen (Abzw) \| 662 m \| \| \| \| nach Singen \| \| \| \| \| \| \| \| Quellen: [1][2][3] \| \| \| \| |                                                                                          |                                                                             |                                             |
| Strecke |                                                                                          | von Basel                                                                   | von Basel                                   |
| Bahnhof | 0,00                                                                                     | Lauchringen (ehem. Oberlauchringen)                                         | 348 m ü. NHN                                |
| Brücke | 0,10                                                                                     | B 314                                                                       | B 314                                       |
| Abzweig geradeaus und nach rechts | 0,20                                                                                     | nach Konstanz                                                               | nach Konstanz                               |
| Grenze | 0,27                                                                                     | Eigentumsgrenze DB InfraGO / Stadt Blumberg                                 | Eigentumsgrenze DB InfraGO / Stadt Blumberg |
| Strecke | 1,00                                                                                     | B 34n / A 98 (seit 2022)                                                    | B 34n / A 98 (seit 2022)                    |
| ehemaliger Bahnhof | 3,20                                                                                     | Horheim                                                                     | 373 m                                       |
| Haltepunkt / Haltestelle | 5,28                                                                                     | Wutöschingen                                                                | 393 m                                       |
| ehemaliger Haltepunkt / Haltestelle, ehemals Bahnhof | 7,40                                                                                     | Ofteringen                                                                  | 398 m                                       |
| Strecke | 9,00                                                                                     | B 314                                                                       | B 314                                       |
| Haltepunkt / Haltestelle | 9,67                                                                                     | Eggingen (ehem. Untereggingen)                                              | 410 m                                       |
| Haltepunkt / Haltestelle, ehemals Bahnhof | 13,70                                                                                    | Stühlingen-Eberfingen                                                       | 434 m                                       |
| Haltepunkt / Haltestelle | 16,80                                                                                    | Stühlingen (seit 2021)                                                      | 450 m                                       |
| |                                                                                          |                                                                             |                                             |
| Kopfbahnhof Streckenende und quer (Strecke außer Betrieb) · ehemaliger Haltepunkt / Haltestelle, ehemals Bahnhof | 17,44                                                                                    | Stühlingen (bis 2004 / 2021) Übergang zur StSS nach Schaffhausen (bis 1964) | 455 m                                       |
| |                                                                                          |                                                                             |                                             |
| Abzweig geradeaus und ehemals nach links | 19,90                                                                                    | ehem. proj. nach Bonndorf (Schwarzwald)                                     | ehem. proj. nach Bonndorf (Schwarzwald)     |
| Haltepunkt / Haltestelle | 20,00                                                                                    | Weizen Sto (seit 2025)                                                      | 471 m                                       |
| Brücke | 20,20                                                                                    | B 315                                                                       | B 315                                       |
| Bahnhof | 20,40                                                                                    | Weizen                                                                      | 472 m                                       |
| Bahnübergang | 21,90                                                                                    | B 314                                                                       | B 314                                       |
| Brücke | 22,60                                                                                    | B 314                                                                       | B 314                                       |
| Haltepunkt / Haltestelle, ehemals Bahnhof | 23,60                                                                                    | Lausheim-Blumegg (ehem. Im Weiler)                                          | 502 m                                       |
| Strecke nach links und von rechts · Strecke von rechts (im Tunnel) | 24,30                                                                                    | Weiler Kehrtunnel (1205 m)                                                  | Weiler Kehrtunnel (1205 m)                  |
| Strecke von links · Strecke unter Wasserlauf Anfang Hochstrecke, Ende Hochstrecke und quer · Strecke nach rechts (im Tunnel) | 25,70                                                                                    | Wutach-Brücke (108 m)                                                       | Wutach-Brücke (108 m)                       |
| Tunnel | 27,20                                                                                    | Grimmelshofer Tunnel (225 m)                                                | Grimmelshofer Tunnel (225 m)                |
| Bahnhof | 27,80                                                                                    | Grimmelshofen                                                               | 539 m                                       |
| Tunnel · Strecke von links und Tunnelende · Strecke von rechts (im Tunnel) | 28,30                                                                                    | Tunnel in der Kleinen Stockhalde (86 m)                                     | Tunnel in der Kleinen Stockhalde (86 m)     |
| Strecke nach links und Tunnelanfang · Kreuzung mit Tunnelstrecke · Strecke nach rechts (im Tunnel) | 28,50                                                                                    | Großer Stockhalde-Kreiskehrtunnel (1700 m)                                  | Großer Stockhalde-Kreiskehrtunnel (1700 m)  |
| | 32,40                                                                                    | Fützener Viadukt (153 m), B 314                                             | Fützener Viadukt (153 m), B 314             |
| |                                                                                          |                                                                             |                                             |
| Strecke · Haltepunkt / Haltestelle · Strecke von rechts (im Tunnel) | 37,3037,50                                                                               | Wutachblick Tunnel am Achdorfer Weg (540 m)                                 | 622 m                                       |
| |                                                                                          |                                                                             |                                             |
| Bahnhof · Brücke · Strecke | 33,4036,30                                                                               | Fützen / B 314                                                              | 587 m                                       |
| Strecke nach links · Strecke nach rechts · Strecke | 35,00                                                                                    | ehem. B 314                                                                 | ehem. B 314                                 |
| Bahnhof | 40,80                                                                                    | Epfenhofen                                                                  | 655 m                                       |
| Strecke von links · Strecke Anfang Hochstrecke, Ende Hochstrecke und quer · Strecke nach rechts | 41,10                                                                                    | Epfenhofener Viadukt (264 m)                                                | Epfenhofener Viadukt (264 m)                |
| Strecke nach links · Strecke Anfang Hochstrecke, Ende Hochstrecke und quer · Strecke von rechts | 42,4043,40                                                                               | ehem. B 314 / Biesenbach-Viadukt (253 m)                                    | ehem. B 314 / Biesenbach-Viadukt (253 m)    |
| | 44,00                                                                                    | Buchbergtunnel (805 m)                                                      | Buchbergtunnel (805 m)                      |
| Bahnübergang | 45,80                                                                                    | B 27                                                                        | B 27                                        |
| |                                                                                          |                                                                             |                                             |
| Bahnhof | 45,97                                                                                    | Blumberg-Zollhaus (ehem. Zollhaus-Blumberg)                                 | 702 m                                       |
| |                                                                                          |                                                                             |                                             |
| Haltepunkt / Haltestelle, ehemals Bahnhof | 50,40                                                                                    | Blumberg-Riedöschingen                                                      | 692 m                                       |
| ehemaliger Bahnhof | 53,90                                                                                    | Leipferdingen                                                               | 690 m                                       |
| Haltepunkt / Haltestelle | 54,20                                                                                    | Geisingen-Leipferdingen (seit 2004)                                         | 690 m                                       |
| Haltepunkt / Haltestelle, ehemals Bahnhof | 56,50                                                                                    | Geisingen-Aulfingen (bis 2004 Aulfingen)                                    | 684 m                                       |
| Haltepunkt / Haltestelle | 58,80                                                                                    | Geisingen-Kirchen (seit 2004?)                                              | 674 m                                       |
| Haltepunkt / Haltestelle, ehemals Bahnhof | 59,70                                                                                    | Geisingen-Hausen (bis 2004 Kirchen-Hausen)                                  | 671 m                                       |
| Strecke | 60,10                                                                                    | A 81                                                                        | A 81                                        |
| Brücke über Wasserlauf | 61,10                                                                                    | Donau (62 m)                                                                | Donau (62 m)                                |
| Grenze | 61,45                                                                                    | Eigentumsgrenze Stadt Blumberg / DB InfraGO                                 | Eigentumsgrenze Stadt Blumberg / DB InfraGO |
| Abzweig geradeaus und von links |                                                                                          | von Offenburg                                                               | von Offenburg                               |
| Blockstelle Streckenende | 61,48                                                                                    | Hintschingen (Abzw)                                                         | 662 m                                       |
| Strecke |                                                                                          | nach Singen                                                                 | nach Singen                                 |
| |                                                                                          |                                                                             |                                             |
| Quellen: |                                                                                          |                                                                             |                                             |

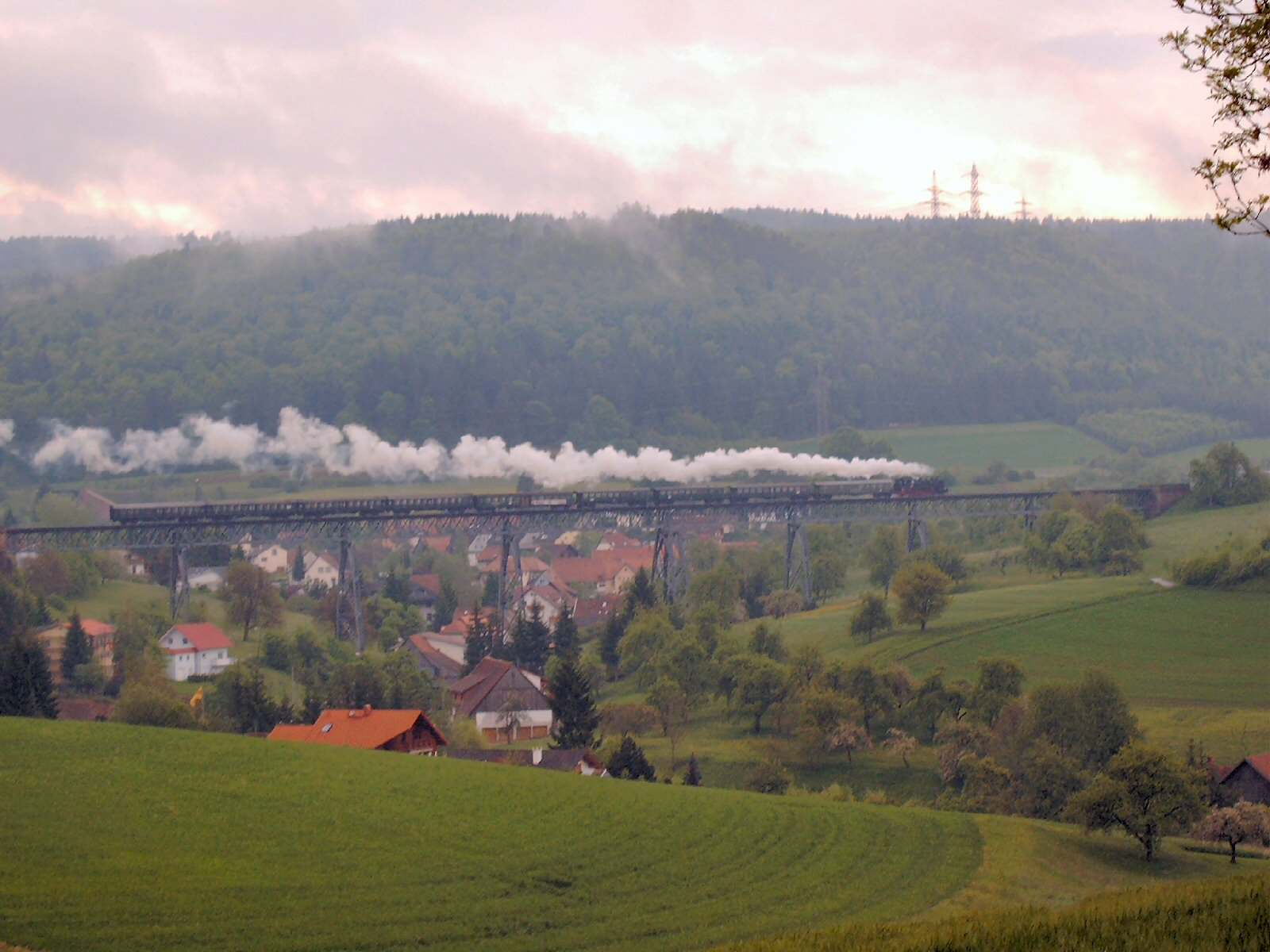
Zug auf dem Epfenhofener Viadukt

Die Bahnstrecke Lauchringen–Hintschingen ist eine 61,7 Kilometer lange, normalspurige und durchgehend eingleisige Eisenbahnstrecke in Südwestdeutschland, die durch den Naturpark Südschwarzwald führt. Sie verbindet den Bahnhof Lauchringen, vormals Oberlauchringen genannt, an der Hochrheinbahn mit der Abzweigstelle Hintschingen, wo sie in die Schwarzwaldbahn einmündet.
Weil sie im ersten Streckendrittel bis zum Bahnhof Weizen – welches zugleich der älteste Abschnitt ist – dem Fluss Wutach folgt, wird die Strecke auch als Wutachtalbahn bezeichnet. Dem kurvenreichen Verlauf des Mittelabschnitts und speziell dem Kreiskehrtunnel in der Stockhalde verdankt sie wiederum die Bezeichnung Sauschwänzlebahn respektive Sauschwänzlesbahn. Der nördliche Streckenabschnitt ab dem Bahnhof Blumberg-Zollhaus wird nach dem Fluss Aitrach auch Aitrachtalbahn genannt.
Den Bau der Strecke hat maßgeblich das Militär vorangetrieben. Die 1890 durchgehend eröffnete Strecke sollte als strategische Bahn, umgangssprachlich auch Kanonenbahn genannt, einem möglichen weiteren Krieg gegen Frankreich dienen, das 1870/1871 besiegt worden war. Der Personenverkehr wurde zunächst abschnittsweise von 1967 bis 1976 eingestellt. Auf dem Mittelabschnitt Weizen–Blumberg-Zollhaus wird seit 1977 eine inzwischen überregional bekannte Museumsbahn betrieben, die bis 2006 über zwei Millionen Fahrgäste beförderte. Auf dem nördlichen Abschnitt besteht seit 2004 mit dem Ringzug wieder ein im Taktfahrplan betriebenes Angebot im Schienenpersonennahverkehr. Das für die Gesamtstrecke zuständige Eisenbahninfrastrukturunternehmen ist die Bahnbetriebe Blumberg GmbH & Co. KG, ein Tochterunternehmen der Stadtwerke Blumberg.
Am 8. September 2014 wurde die Strecke von der Bundesingenieurkammer als Historisches Wahrzeichen der Ingenieurbaukunst in Deutschland ausgezeichnet.

## Streckenbeschreibung

### Geografie
Die Strecke verläuft am südöstlichen Rand des Schwarzwalds beziehungsweise am Nordwestrand des Randens. Der Südabschnitt folgt ab Lauchringen am Rande des Klettgaus bis zum Haltepunkt Lausheim-Blumegg dem Lauf der Wutach. Im Mittelabschnitt wendet sich die Strecke mittels des Kehrtunnels Im Weiler um 180 Grad und verläuft kurz talabwärts, um beim Grimmelshofener Tunnel in das Mühlbachtal zu wechseln. Dem Mühlbach folgt die Strecke bis zum Talkessel bei Fützen und durchquert diesen mit Hilfe zweier offener Kehrschleifen, um nach einer letzten, offenen Kehrschleife im Kommental den Buchbergtunnel zu erreichen. Einen guten Kilometer nach dem Tunnelportal, im Bereich des Bahnhofs Blumberg-Zollhaus, überquert sie die Wasserscheide zwischen den Einzugsgebieten von Rhein und Donau. Ab dem Bahnhof Blumberg-Zollhaus folgt die Strecke auf dem Nordabschnitt flussabwärts dem Lauf des Donauzuflusses Aitrach bis Hintschingen.
Von Lauchringen bis Grimmelshofen liegt sie im Landkreis Waldshut, innerhalb der Gemeinde Blumberg – das heißt von Fützen bis Riedöschingen – im Schwarzwald-Baar-Kreis; der restliche Teil der Strecke bis zum Endpunkt Hintschingen durchquert den Landkreis Tuttlingen. In Hintschingen mündet die Strecke in die Schwarzwaldbahn ein.

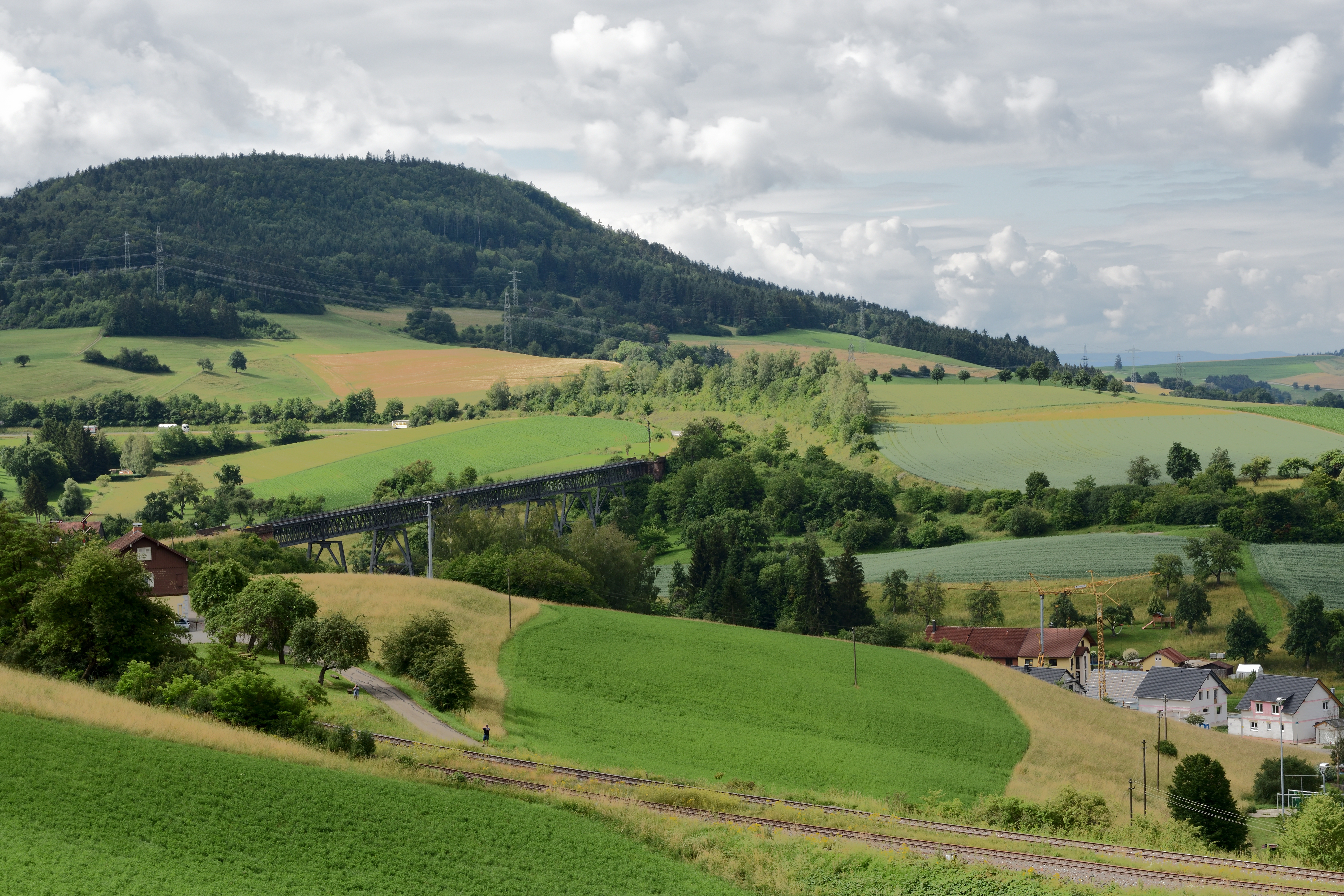
Die gewundene Streckenführung mit Bahnhof und Kehrschleife von Epfenhofen und dem Bohlkopf (777 m), einem Ausläufer des Hohen Randen, im Hintergrund

### Bahnhöfe und Haltepunkte
Im Laufe ihrer Geschichte gab es Umbenennungen von Stationen:
- der südliche Ausgangsbahnhof Lauchringen hieß früher Oberlauchringen.
- der Haltepunkt in Eggingen hieß ursprünglich Untereggingen.
- der Bahnhof Im Weiler wurde zum Haltepunkt Lausheim-Blumegg.
- der Bahnhof Aulfingen wurde 2004 abgelöst vom Haltepunkt Geisingen-Aulfingen.
- der Bahnhof Leipferdingen wurde 2004 abgelöst vom Haltepunkt Geisingen-Leipferdingen.
- der Bahnhof Kirchen-Hausen wurde 2004 abgelöst vom Haltepunkt Geisingen-Hausen.

Eine Vorgabe für die strategische Bahn Oberlauchringen-Immendingen war die Einrichtung von Bahnhöfen im Abstand von acht Kilometern, um ein Überholen bzw. die Begegnung von Militärzügen zu ermöglichen. Wegen dieser Bedingung entstanden unter anderem die Bahnhöfe in Ofteringen, Weizen, Grimmelshofen und Fützen mit langen Ausweichgleisen, obwohl für den Lokalverkehr ein Haltepunkt völlig ausgereicht hätte. Von den oben genannten Bahnhöfen existieren noch Grimmelshofen und Fützen komplett mit Empfangsgebäude und Ausweichgleis. Die Bahnhöfe in Horheim und Ofteringen wurden aufgehoben, die dortigen Weichen und das Ausweichgleis zurückgebaut. Die Hochbauten entsprachen den damals bei den Großherzoglich Badischen Staatseisenbahnen üblichen Standards für Sekundärbahnen. Beispiele hierfür sind die Hochbauten in Eggingen, Grimmelshofen, Fützen, Epfenhofen und Blumberg-Zollhaus. Seit der Stilllegung der Strecke wurden viele Bahnhöfe zurückgebaut oder vollständig abgetragen, so geschehen in Horheim, Ofteringen, Stühlingen. Der ehemalige Bahnhof Horheim in typischer badischer Bauweise nach Friedrich Eisenlohr mitsamt einer offenen Güterhalle wurde 1986 abgebrochen. Der ehemalige Bahnhof Ofteringen wurde 1980 beseitigt.

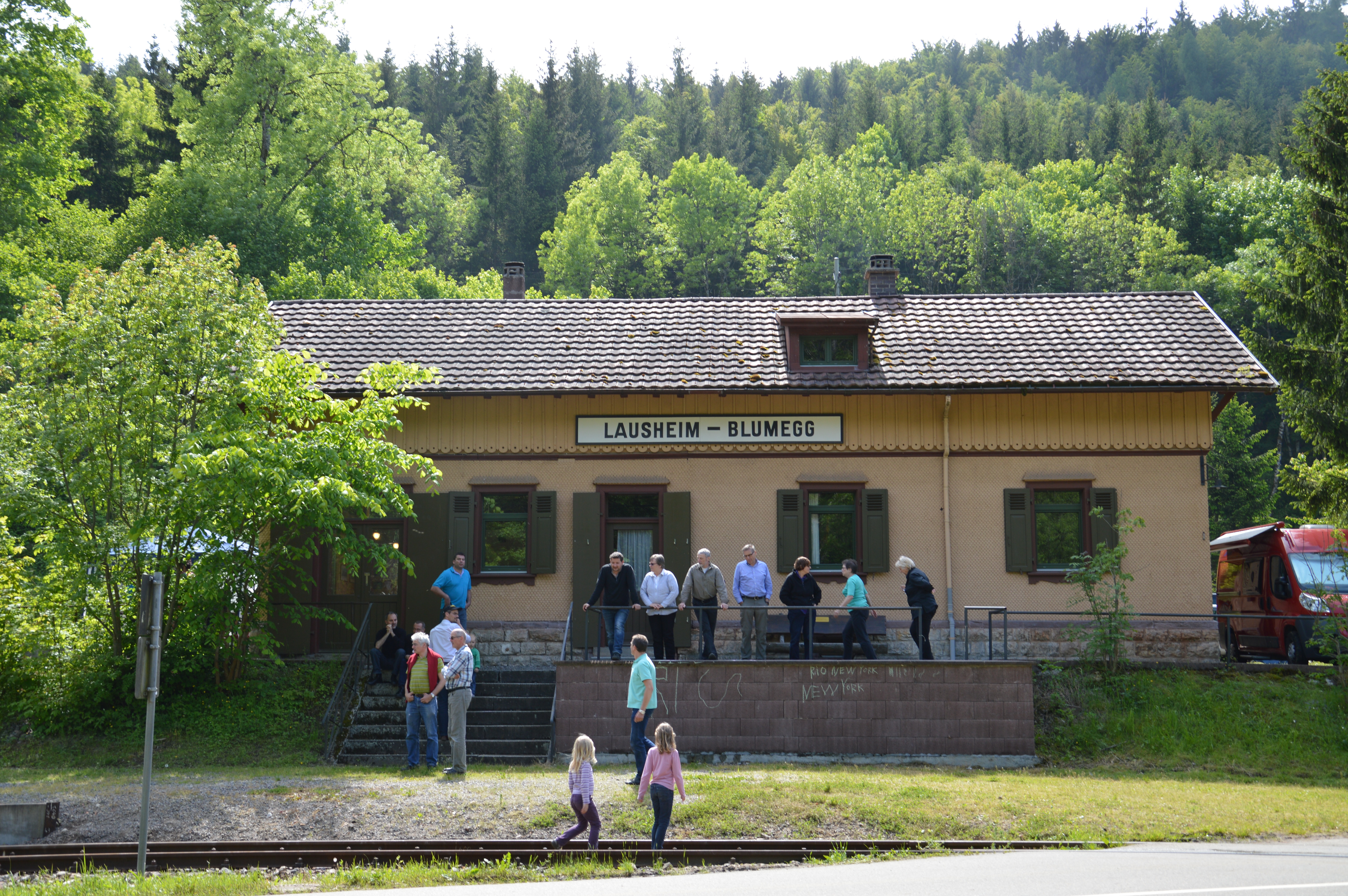
Empfangsgebäude des Haltepunkts Lausheim-Blumegg

Der Haltepunkt in dem damals unbedeutenden Dorf Wutöschingen wurde erst 1914 genehmigt, jedoch nie zu einem Bahnhof erweitert, da die Wutachtalbahn auf der Höhe von Wutöschingen rechts der Wutach auf einem schmalen Uferstreifen verläuft; somit fehlte dort der zum Ausbau notwendige Raum. Der Haltepunkt Wutöschingen bestand aus zwei Holzbaracken. Betrieblich unterstand er bis zur Einstellung des planmäßigen Zugverkehrs dem Bahnhof Horheim, von kurzen Ausnahmen während der beiden Weltkriege abgesehen.
Als Ausnahme bestätigt das Empfangsgebäude von Eberfingen die badische Regelbauform. Markant ist dabei das Eberfinger Empfangsgebäude, es besteht aus einem Hauptgebäude mit zwei Seitenflügeln.
Eine weitere Ausnahme war das Empfangsgebäude in Stühlingen, welches seit der Streckeneröffnung 1875 als einstöckiges Provisorium ausgeführt war. Die Planung des Südabschnitts bis Stühlingen fand in der Gründerzeit statt, so sahen die Planer Stühlingen als Knotenpunkt für die Anbindung der angedachten Strecke Bonndorf im Schwarzwald–Weizen–Stühlingen und der Strassenbahn Schaffhausen–Schleitheim vor. Interessant ist in diesem Zusammenhang, dass die Bahnbauinspektion bis Mitte 1875 und die lokale Bauleitung für den mittleren Abschnitt Weizen-Blumberg in Stühlingen beheimatet war. Heute (Stand: Juni 2012) ist von dem einstigen Provisorium nichts mehr zu sehen, da alle Hochbauten und Gleisanlagen zurückgebaut wurden. Der Bahnhof Stühlingen wurde circa 2004 zum Haltepunkt zurückgestuft. Das Gebäude, welches sich westlich des Haltepunkts Stühlingen befindet, wurde ursprünglich als Wohngebäude für Bahnmitarbeiter genutzt. Seit 2012 beherbergt es unter anderem eine Spielhalle. Zwischen dem Empfangs- und Wohngebäude befand sich ursprünglich ein Garten für die Bahnmitarbeiter. 2021 wurde auch der Haltepunkt außer Betrieb genommen und durch einen neuen Haltepunkt, 650 m weiter südlich am Schulzentrum gelegen und barrierefrei zugänglich, ersetzt.
Der Bahnhof Weizen bestand seit 1876 als Endpunkt der Wutachtalbahn, aus diesem Grund wurde ein Empfangsgebäude mit Güter- und Lokschuppen sowie Wasserkran und Wasserturm für Dampflokomotiven errichtet. Das Empfangsgebäude wurde gegen Ende der 1970er Jahre vollständig abgetragen. „Nach Umbauarbeiten des Freiburger Hauptbahnhofs erhielt die Museumsbahn die abgebaute Überdachung aus den 1870er Jahren.“
Der Haltepunkt Lausheim-Blumegg trug ursprünglich den Namen Im Weiler und wurde am 1. August 1899 eröffnet. Grund für den Neubau war die mangelnde Akzeptanz des Bahnhofs Grimmelshofen durch die örtliche Bevölkerung. Die Station Lausheim-Blumegg wurde als Bahnhof ausgelegt und war ursprünglich mit Empfangsgebäude, Güterschuppen, Holzverladeplatz, Brückenwaage und Ladelehre ausgestattet. Ein Ausweichgleis war in diesem Bahnhof nie vorhanden.
Der Bahnhof Grimmelshofen besitzt ein Ausweichgleis für Zugkreuzungen südlich des Kreiskehrtunnels. Er wurde aufgrund seiner ortsfernen Lage ab 1923 nicht mehr bedient; die Bewohner des Ortes nutzten stattdessen den näher gelegenen Bahnhof Lausheim-Blumegg.
Der zwischen Fützen und Epfenhofen gelegene Haltepunkt Wutachblick wurde erst zu Zeiten des Museumsbetriebs errichtet, da sich in unmittelbarer Nähe die Wutachschlucht, aber auch das Südportal des Tunnels am Achdorfer Weg befindet.

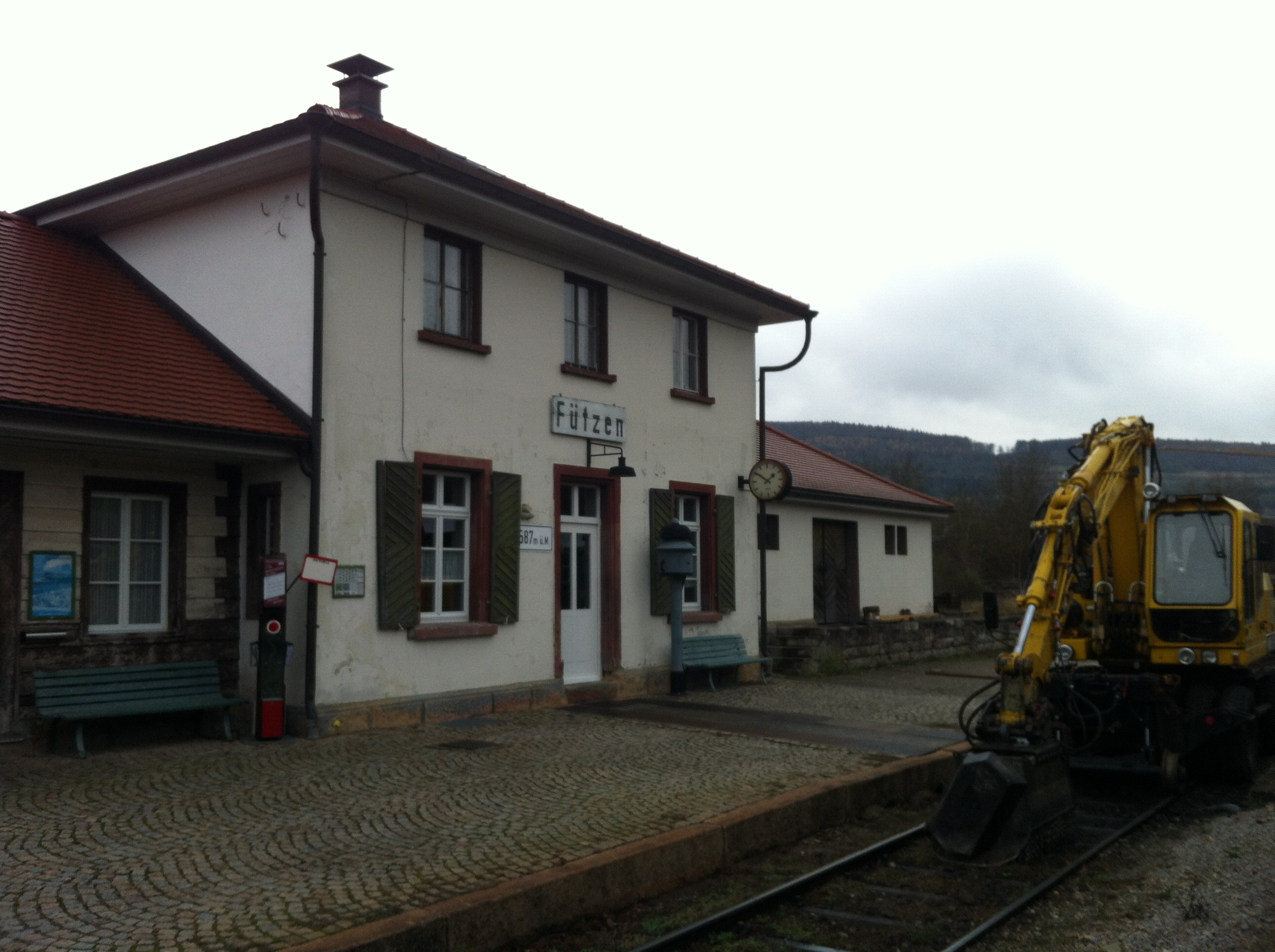
Bahnhof Fützen (2018)

Bei der Reaktivierung des Abschnitts zwischen Blumberg-Zollhaus und Hintschingen Ende 2004 wurde den betreffenden Stationen zwecks besserer Orientierung der jeweilige Gemeindename vorangestellt, da die dortigen Orte im Zuge der baden-württembergischen Verwaltungsreform in den 1970er Jahren ihre Selbständigkeit verloren hatten. Dabei erhielten Geisingen-Hausen, Geisingen-Aulfingen und Geisingen-Leipferdingen neue Haltepunkte, die meist günstiger zur Besiedlung liegen als die Jahrzehnte vorher aufgegebenen Stationen. Die mit dem Ringzug eingerichteten Haltepunkte Geisingen-Kirchen und Immendingen-Zimmern haben hingegen keine historischen Vorläufer, sie wurden erst 2004 eröffnet. Im nördlichen Abschnitt zwischen Hintschingen und Blumberg sind so nur die Haltepunkte Blumberg-Riedöschingen und Blumberg-Zollhaus an historischer Stelle wiedererrichtet worden. Von der Reaktivierung des Bahnhofs Hintschingen sahen die Ringzug-Planer 2004 ab.
Die Bahnhöfe waren in der Regel mit Güterschuppen in Regelbauart versehen. In Stühlingen wurde dieser nach der Jahrtausendwende abgerissen, während das Weizener Pendant ab- und in Stühlingen wieder aufgebaut wurde, um dort bis 1979 als Turnhalle genutzt zu werden. Der Egginger Güterschuppen wird gewerblich genutzt (Stand: Juli 2011). Im Schuppen des Bahnhofs Zollhaus befindet sich das Museum der Wutachtalbahn (Siehe Blumberg#Museen).

### Sonstige Dienstgebäude
Sehr zahlreich erhalten sind die Dienstgebäude für die Strecken- beziehungsweise Schrankenwärter. Ohne Ausnahme wurden diese in der Regelbauform für Sekundärbahnen errichtet. Diese Gebäude sind heute in Privatbesitz und ihrer ursprünglichen Funktion beraubt. Als herausragendes Beispiel sei auf das Streckenwärterhaus am Ostportal des Kehrtunnels im Weiler verwiesen. Betrieblich interessanter ist das Wärterhaus nördlich des oberen Portals des Kreiskehrtunnels an der Stockhalde, unterhalb dessen ein direkter Zugang zu den beiden Portalen des Kreiskehrtunnels besteht.

### Bauliche Besonderheiten der Strecke

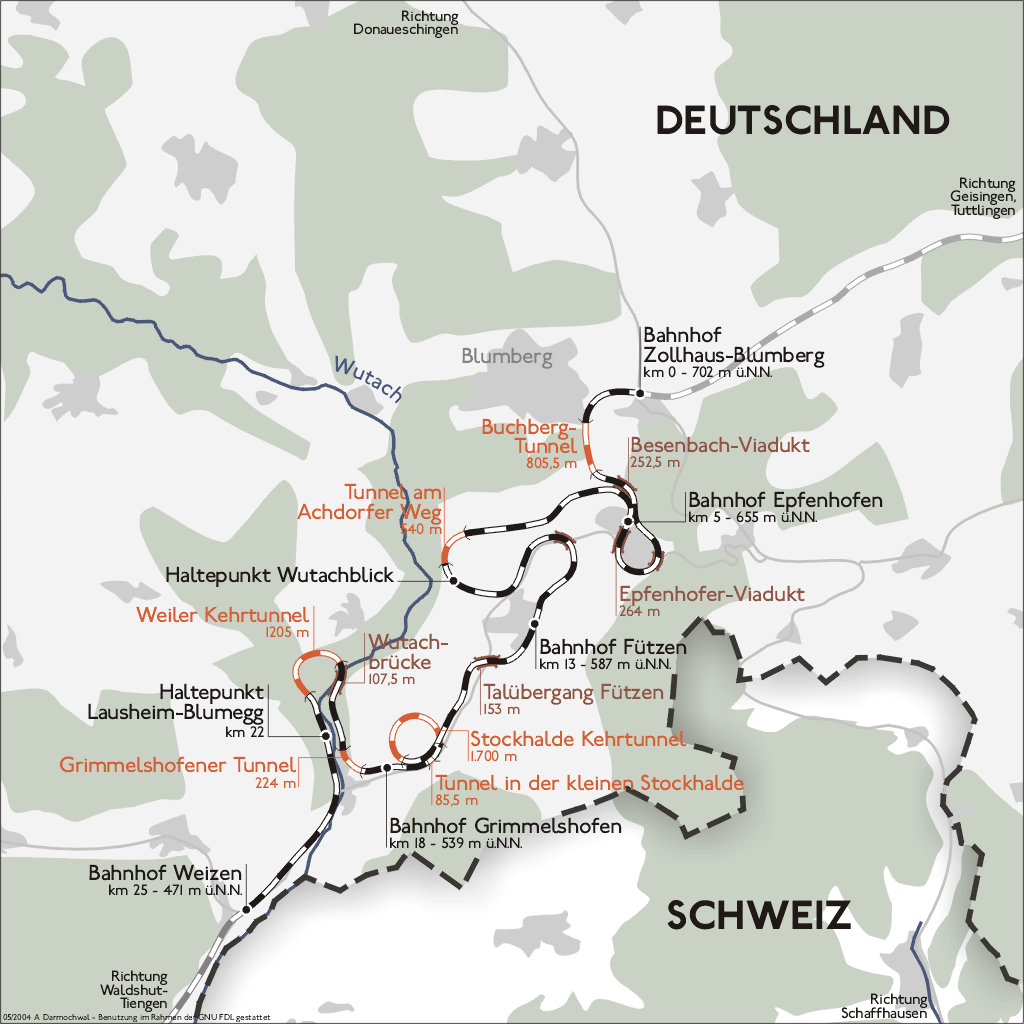
Künstliche Längenentwicklung im Mittelabschnitt

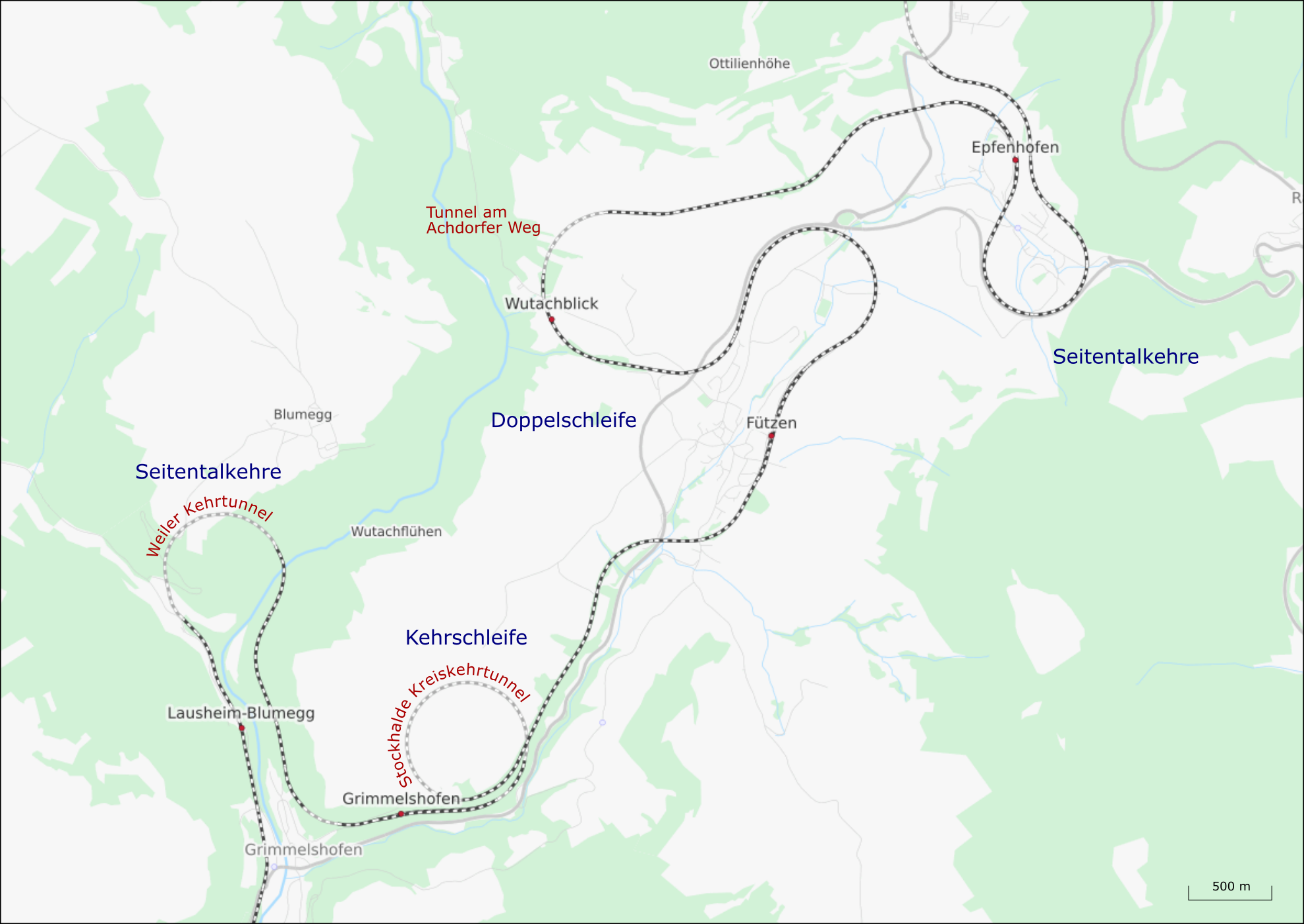
Trasseelemente im Mittelabschnitt

Da der Südabschnitt dem Unterlauf der Wutach folgt, wurde der dortige Bahnbau in der Planung als unproblematisch betrachtet. In der Praxis zeigte sich aber, dass die Hänge an der rechten Talwange des Wutachtals eine hohe Rutschneigung haben, der mit nicht geplanten hangseitigen Stützmauern begegnet werden musste. Diese Befestigungen waren da notwendig, wo die Bergsporne der Bahntrasse in die Quere kamen, z. B. südlich von Eggingen, nördliche von Eberfingen oder am Fuße des Gewanns Götschhalde bei Stühlingen.
Aufgrund der noch schwierigeren geographischen Verhältnisse, der bereits gemachten Erfahrungen und der Ansprüche an eine militärische Nutzung sah die geplante Streckenführung zwischen Weizen und Blumberg-Zollhaus anders aus.
Für diese strategische Bahn durfte das Steigungsmaß nicht größer als 1:98 sein; das heißt, die Trasse darf auf einer Länge von 980 Metern nicht mehr als zehn Meter steigen.
Die Topografie des Wutachtales brachte es aber mit sich, dass im mittleren Abschnitt von Weizen bis Blumberg ein Anstieg von über 230 Metern zu bewältigen war. Die Strecke musste daher einschließlich der ebenen Gleise an den Bahnhöfen über 25 Kilometer lang ausgeführt werden, obwohl die zu überwindende Entfernung nur 9,6 km Luftlinie beträgt. Diese sogenannte künstliche Längenentwicklung ist typisch für Gebirgsbahnen. Sie wurde mit zwei Seitentalkehren, einem Kreiskehrtunnel und einer Doppelschleife bewältigt. Der Kreiskehrtunnel ist das einzige Bauwerk dieser Art in ganz Deutschland.

#### Tunnel
Von den sechs Tunneln dienen zwei der Höhengewinnung, drei weitere unterqueren einen Bergsporn und nur einer ist ein echter Gebirgstunnel, der unter einer Wasserscheide verläuft.

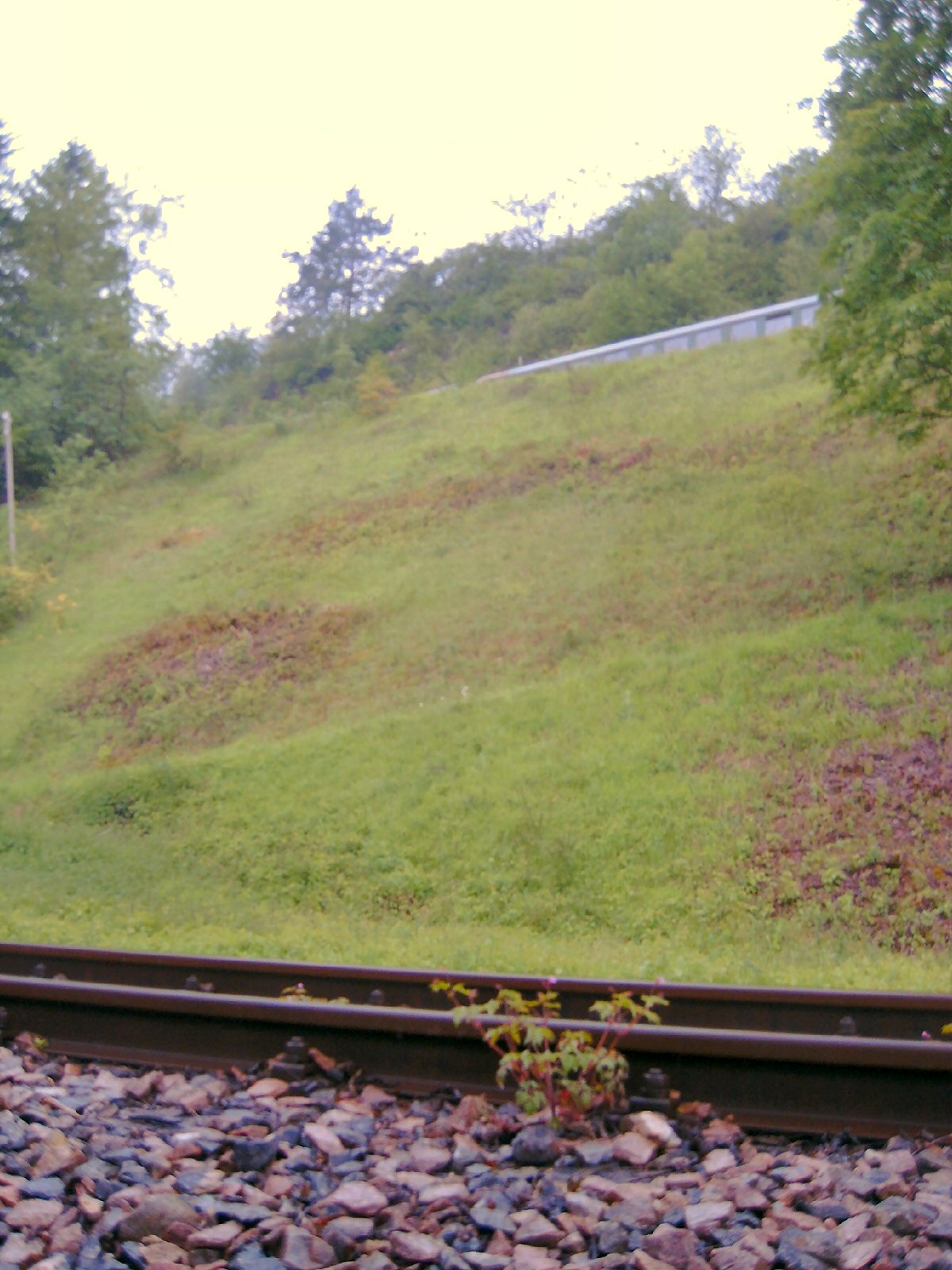
Kurz vor / nach dem Stockhalde-Kreiskehrtunnel beim Kilometer 28,4 (unten) / Kilometer 30,1 (oben)

Der Kehrtunnel im Weiler ist 1.205 Meter lang. Dieser Kehrtunnel ist notwendig, um die 180-Grad-Kehre in den Wutachflühen zu realisieren, und den Höhengewinn zu erzielen, der für den Übergang vom Wutach- ins Mühlbachtal unter Einhaltung der Maximalsteigung erforderlich ist.
Der Grimmelshofener Tunnel ist 225 Meter lang und unterquert den Bergsporn an der Mündung des Mühlbach- ins Wutachtal und befindet sich südwestlich des Grimmelshofener Bahnhofs.
Der Kleine Stockhalde-Tunnel misst 86 Meter und ist der kürzeste Tunnel der Strecke. In ihm durchfährt sie einen Bergsporn nordöstlich des Bahnhofs Grimmelshofen.
Der Große Stockhalde-Kehrtunnel ist 1.700 Meter lang. Er dient ausschließlich dem Höhengewinn, der sich auf 12 Meter zwischen den beiden Portalen bemisst, wobei die Maximalsteigung eingehalten werden musste. In Europa ist er der einzige Tunnel dieser Art in einem Mittelgebirge.
Der Tunnel am Achdorfer Weg hat eine Länge von 540 Metern und passiert so einen Bergsporn westlich von Fützen. Der Haltepunkt Wutachblick befindet sich unmittelbar vor dem Südportal dieses Tunnels.
Der Buchbergtunnel mit 805 Metern Länge verbindet an der höchsten Stelle der Strecke das Kommental mit dem Aitrachtal, indem der Buchberg und die Rhein-Donau-Wasserscheide bei Blumberg unterquert wird.

#### Brücken

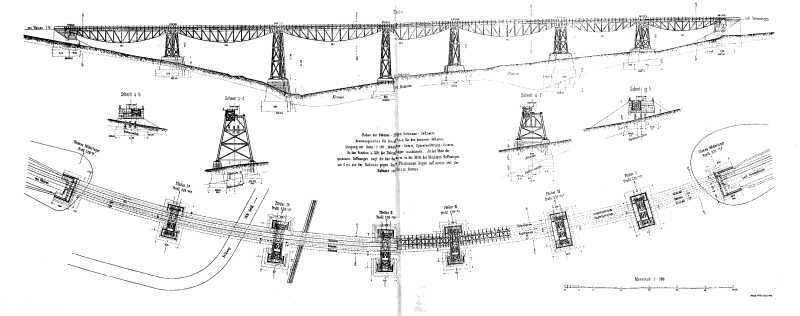
Technische Zeichnung des Biesenbachviadukts

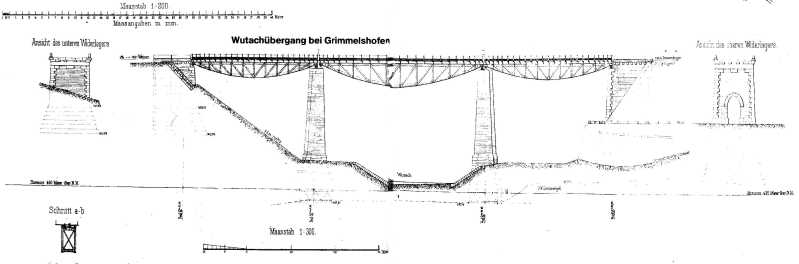
Technische Zeichnung des Wutachviadukts

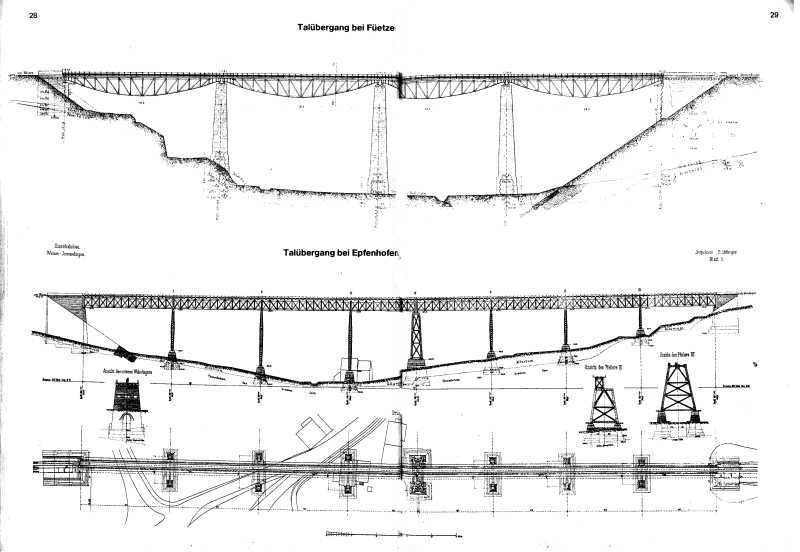
Technische Zeichnungen der Brücken bei Fützen und Epfenhofen

Für die Strecke mussten insgesamt fünf große Viadukte und Brücken zur Überquerung der Quertäler und Flüsse in der Gegend gebaut werden. Die Bauwerke haben durchweg eine Höhe von bis zu 30 Metern und eine Länge von 100 bis 250 Metern. Für die statische Bemessung der Brücken waren die damals schwersten Kanonen der Friedrich Krupp AG mit einem Gewicht von 140 Tonnen maßgebend.
Die Wutachbrücke in den Wutachflühen, der Talübergang Fützen und die Donaubrücke wurden mit Fischbauchträgern auf Mauerwerkspfeilern ausgeführt, der Epfenhofer Viadukt ist eine Pendelpfeilerbrücke und der Biesenbachviadukt eine Gerüstpfeilerbrücke.
Die Wutachbrücke ist erforderlich, um die Kehre im Weiler zur linken Talseite der Wutach hin fortzuführen, gleichzeitig ist dies der einzige Übergang dieser Bahnstrecke über die Wutach. Die beiden Talübergänge bei Fützen und Epfenhofen sind notwendig, um für offene Kehrschleifen die Talseite zu wechseln. Das Biesenbach-Viadukt überwindet den Tobel des Biesenbachs zwischen Epfenhofen und dem Buchbergtunnel. Kurz vor dem Ende erreicht die Strecke die rechte Seite des Donautals, die Donau muss hier überquert werden, um den Anschluss an die linksseitig verlaufende Schwarzwaldbahn herzustellen.
Kleinere Brücken, die meist als Wegübergänge gebaut wurden, sind zahlreich vorhanden. Als Beispiel möge die Brücke über die B 314 an der südlichen Ortseinfahrt von Grimmelshofen dienen.
Der kleinste Radius des Gleises beträgt 300 Meter und wurde nur bei der Umfahrung des an der Strecke liegenden Dorfes Epfenhofen ausgeführt.

#### Zweigleisiger Ausbau
Die Anforderungen als strategische Bahn umfassten nicht nur eine geringe Steigung, sondern auch die Bauvorleistung für einen zweigleisigen Ausbau. Deutlich zu erkennen ist dies noch an den Widerlagern und Pfeilern der Brücken, deren Breite für zwei Gleise ausgelegt ist, aber nur von einem außermittig angeordneten eingleisigen Überbau genutzt wird. Die zweispurig dimensionierten Tunnels sind ebenfalls nur einspurig ausgebaut. Das Gleis lag in den Tunneln ursprünglich ebenfalls außermittig, wurde aber in den 1960er Jahren im Zuge der NATO-Renovierung in die Tunnelmitte verschoben, um das Lichtraumprofil erweitern zu können.

### Wutachtalbahn-Museum
Seit 1992 gibt es im ehemaligen Güterschuppen des Bahnhofs Blumberg-Zollhaus ein Eisenbahnmuseum, das die Geschichte der Wutachtalbahn in einer Dauerausstellung dokumentiert. Das Museum wird von Ehrenamtlichen betrieben und ist stundenweise an den Betriebstagen der Museumsbahn für das Publikum geöffnet.

### Eisenbahn-Lehrpfad
Parallel zur Museumsstrecke Weizen – Blumberg-Zollhaus wurde außerdem ein so genannter Eisenbahn-Lehrpfad eingerichtet, der etwa 19 Kilometer lang ist und auf dem ein Höhenunterschied von rund dreihundert Metern bewältigt wird. Dieser Lehrpfad bindet auch den Vierbahnenblick ein, bei dem die schleifenartige Streckenführung der Wutachtalbahn besonders gut zu sehen ist.

## Geschichte

### Europäische Pläne

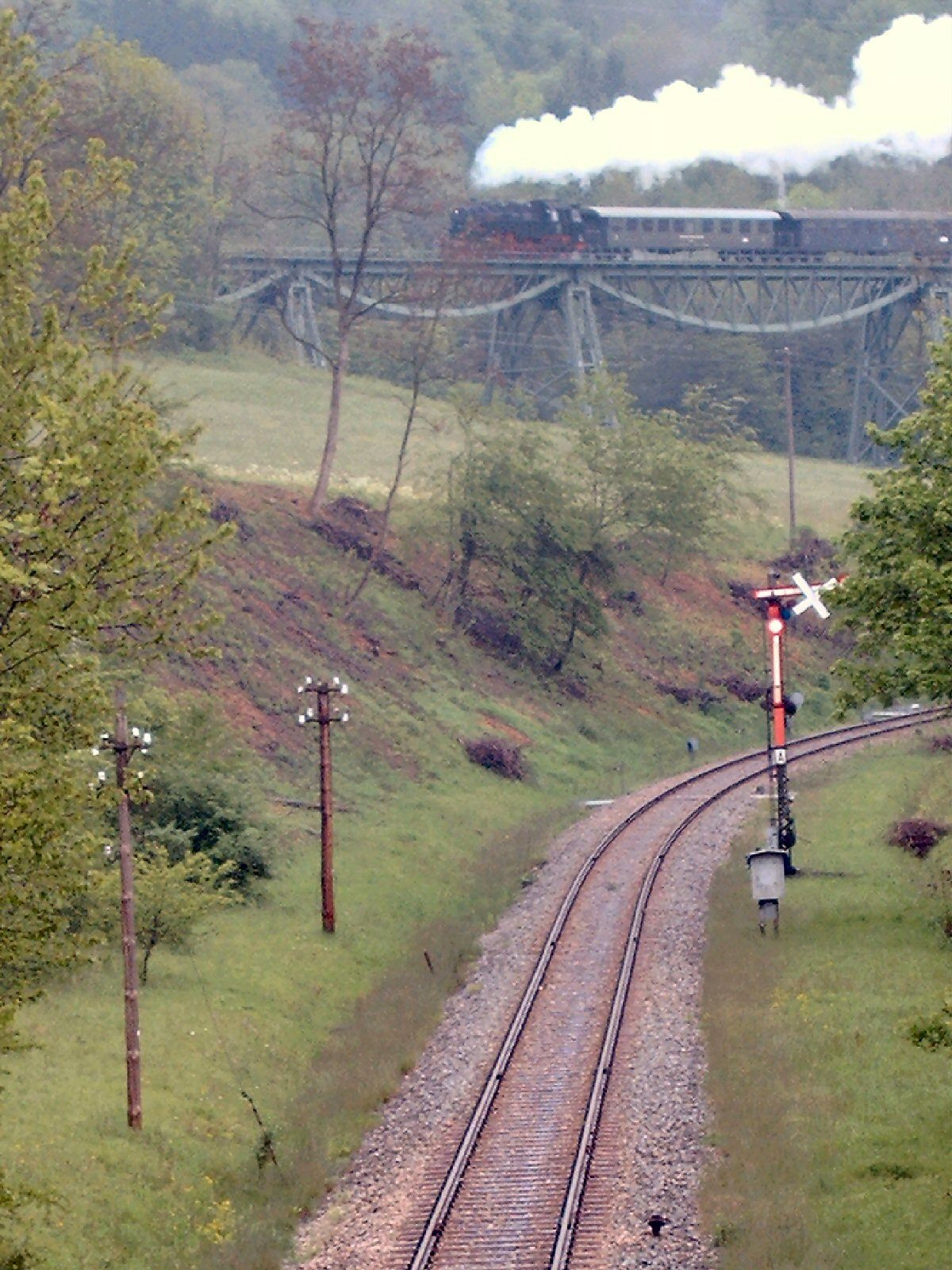
Im Vordergrund Einfahrsignal Bahnhof Epfenhofen, im Hintergrund überquert ein Zug den Biesenbachviadukt

Die ersten Überlegungen, eine Bahnlinie durch das Wutachtal zu bauen, gehen bis ins Jahr 1857 zurück. Beim Bau der Badischen Hauptbahn von Mannheim nach Konstanz hatte man sich am Lauf des Rheins orientiert, so dass die Strecke zweimal, nämlich bei Basel und bei Schaffhausen, über Schweizer Gebiet laufen musste. Es gab aber auch Bestrebungen, die Linie entlang der Wutach um den Schweizer Kanton Schaffhausen zu trassieren, die sich allerdings letzten Endes nicht durchsetzen konnten.
Die Gemeinden entlang der Wutach verfochten dennoch hartnäckig einen Anschluss an das Eisenbahnnetz, was zunächst aber erfolglos blieb. Erst als das Großherzogtum Baden in Erwägung zog, einen Anschluss zur Gotthardbahn herzustellen, war der Bau einer Bahnstrecke entlang der Wutach wieder ein Thema. Diese sollte dabei auch den ersten deutsch-schweizerischen Grenzübergang für die Eisenbahn zwischen Waldshut und Koblenz im Aargau nutzen. Ersten Planungen zufolge sollte die Strecke, in Oberlauchringen beginnend, entlang der Wutach bis nach Donaueschingen führen. Hierfür wurde im mittleren Bauabschnitt zwischen Weizen und Riedböhringen eine Streckenführung durch die Wutachflühen bis Achdorf und anschließend flussaufwärts an der linken Talwange der Wutach ansteigend bis Riedböhringen geplant. Die Bahn sollte sowohl Anschluss an die Schwarzwaldbahn Offenburg–Konstanz als auch an die Obere Neckarbahn von Plochingen nach Immendingen erhalten. Für letztere wurde sogar eine Streckenführung über Trossingen projektiert. Die in Erwägung gezogenen Varianten Engen–Thayngen und Donaueschingen–Schaffhausen waren von Baden von vornherein abgelehnt worden, da Baden die Strecke nicht über Schweizer Gebiet führen wollte. In einem am 16. April 1870 erlassenen Gesetz wurden Oberlauchringen und Donaueschingen schließlich als Anfangs- bzw. Endpunkt bestimmt.
Ein erstes Teilstück wurde am 16. April 1875 zwischen Oberlauchringen und Stühlingen eröffnet; sechs Tage später begann der offizielle Betrieb. Ursprünglich war die Inbetriebnahme bereits zum Jahreswechsel 1874/1875 geplant, jedoch wurde sie durch das geologisch sehr instabile Gelände verzögert. So waren während des Bahnbaus unter anderem die Erdmassen immer wieder gerutscht. Ein Jahr später, am 15. Oktober 1876, wurde die Strecke bis Weizen verlängert. Der Weiterbau in Richtung Donaueschingen stockte einerseits wegen geologischer Probleme in der immer noch instabilen Wutachschlucht, da die projektierenden Ingenieure feststellten, dass eine Weiterführung der Bahn durch diese erst 20.000 Jahre alte Schlucht unmöglich war. Andererseits sorgte die Wirtschaftskrise von 1873 (Eisenbahnkrise) für ein drohendes Liquiditätsproblem der Großherzoglich Badischen Staatseisenbahnen. In der Projektplanungsphase wurden bereits Berechnungen bezüglich der Rentabilität dieser strategischen Bahn angestellt, deren Ergebnis besonders die mittlere Wutachtalbahn schon zu diesem Zeitpunkt als dauerhaft defizitär auswies. Unter Berücksichtigung dieser Umstände galt das Projekt als gescheitert.

### Realisierung als strategische Eisenbahn

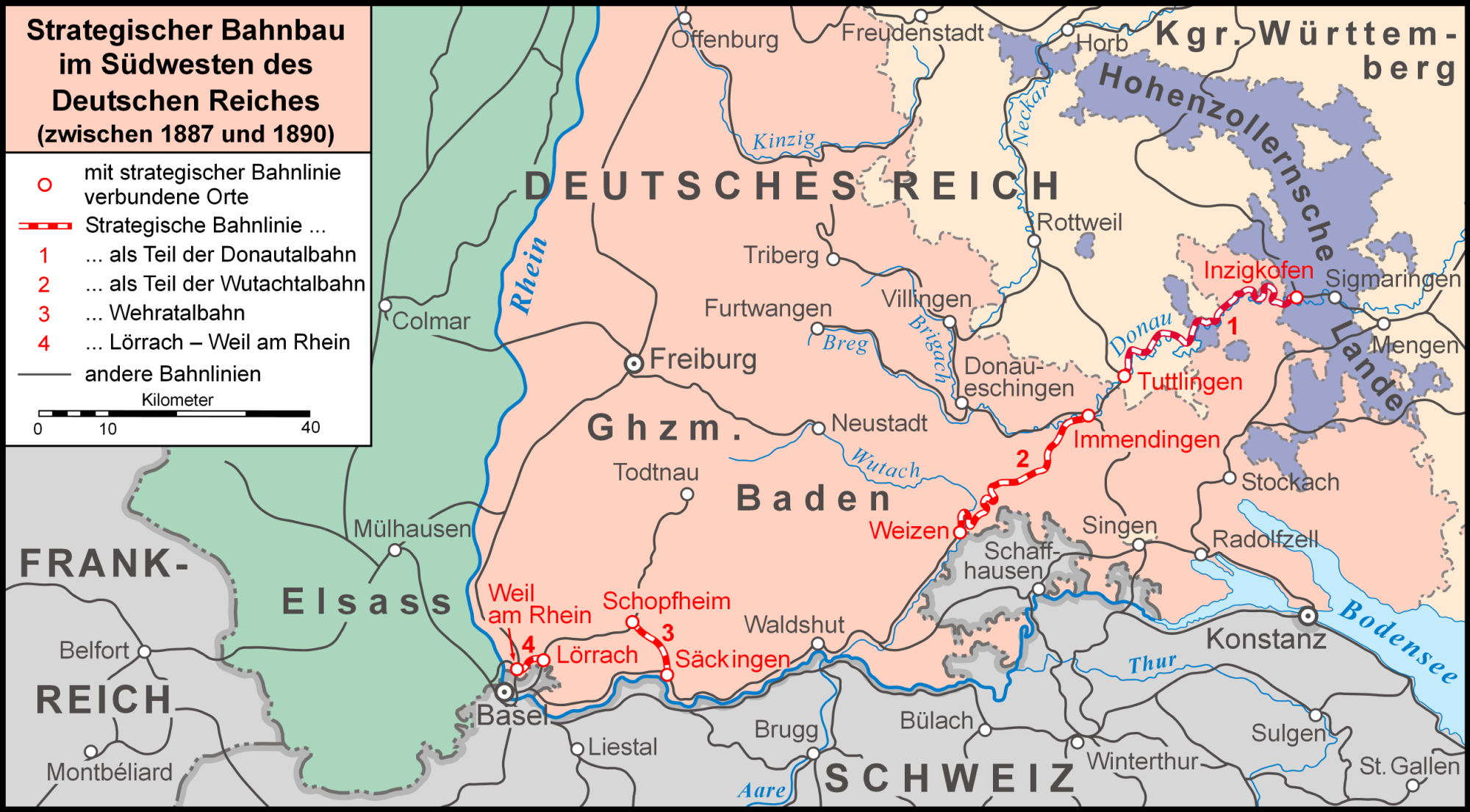
Die Fertigstellung der Wutachtalbahn als Teil des strategischen Bahnbaus zur Umgehung der Schweiz

Einige Jahre später begann man sich von neuem für die Wutachtalbahn zu interessieren, diesmal von militärischer Seite: Im Krieg von 1866 und im Deutsch-Französischen Krieg 1870/1871 hatte die Eisenbahn in Europa erstmals eine bedeutende Rolle gespielt. Der deutsche Generalstab stellte deshalb in den 1880er Jahren Überlegungen an, wie im Fall eines weiteren Krieges gegen Frankreich die Logistik mit Hilfe der Eisenbahn am besten organisierbar sei, das heißt Truppen und Gerät schnell mit der Eisenbahn verlagern könne. Im Süden des Deutschen Reiches war aus militärischer Sicht besonders folgendes Problem augenfällig: Sollte von der Bundesfestung Ulm eine Verbindung in das südliche Elsass und zu einer möglichen Front mit Frankreich bestehen, musste dafür die Hochrheinbahn befahren werden, die mehrfach durch schweizerisches Gebiet bei Schaffhausen und Basel führt. Beim Bau dieser Strecke war eine Nutzung durch das Militär in einem Staatsvertrag zwischen Deutschland und der Schweiz explizit ausgeschlossen worden.
Um dieses Problem zu lösen, stellte der Generalstab Überlegungen an, im Donautal zwischen Inzigkofen und Tuttlingen sowie in Südbaden neue Eisenbahnstrecken zu bauen, die weder größere Steigungen aufweisen noch über Schweizer Territorium führen würden: In diesem Kontext strategischer Umgehungsbahnen, die sich von Inzigkofen im Nordosten bis nach Weil am Rhein im Südwesten ziehen sollten, war auch der Weiterbau der Wutachtalbahn vorgesehen: Die Bahnstrecke Ulm–Sigmaringen sollte durch das enge Donautal bis Tuttlingen verlängert werden. Zwischen Tuttlingen und dem kleinen Dorf Hintschingen bei Immendingen lagen zu diesem Zeitpunkt bereits Gleise. Von Hintschingen bis Stühlingen sollte die Wutachtalbahn fertiggestellt werden, um den Kanton Schaffhausen zu umgehen und die Strecke weiter nach Südwesten verlängern zu können. Ab Stühlingen war mit der 1875 fertiggestellten südlichen Wutachtalbahn wiederum eine Anschlussstrecke vorhanden und die ab Lauchringen weiterführende Hochrheinbahn in diesem Streckenabschnitt nutzbar, da diese zwischen Lauchringen und Säckingen stellenweise zwar in Sichtweite zur Schweizer Grenze, aber immer auf deutschem Hoheitsgebiet verläuft. Um das schweizerische Basel zu umfahren, war für eine militärische Nutzung von Säckingen bis Schopfheim erneut eine strategische Bahn – die Wehratalbahn – notwendig. Ab Schopfheim war mit der Wiesentalbahn wieder eine militärisch nutzbare Trasse bis Lörrach vorhanden, von wo mit einer weiteren Verbindungsbahn nach Weil am Rhein ein letztes Stück Schweizer Territorium umfahren werden musste. Von hier führte seit 1872 eine Eisenbahnstrecke über den Rhein nach Sankt Ludwig, dem heutigen Saint Louis. So konnte eine mögliche deutsch-französische Front erreicht werden.

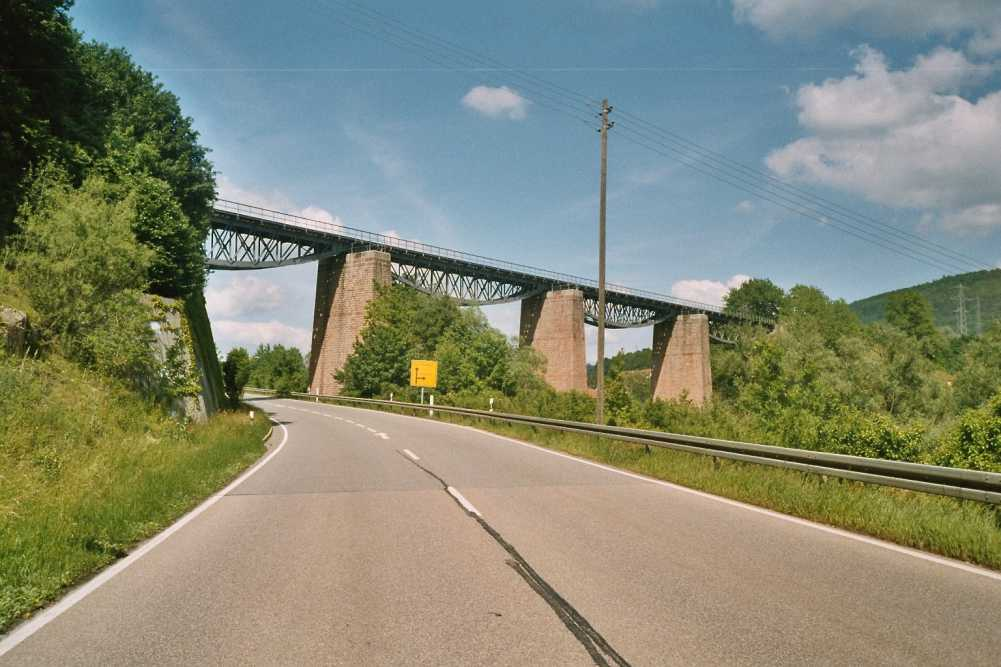
Fützener Viadukt

Trotz absehbar hoher Kosten mit geringem zivilen Nutzen der hauptsächlich durch dünn besiedeltes Gebiet führenden vorgenannten Neubaustrecken kam es ab 1887 zur Durchführung dieses Vorhabens. Ab 1887 begann so auch ein Weiterbau der eingleisigen Wutachtalbahn von Hintschingen nach Südwesten.
Während der Spitzenzeiten des Streckenbaues in den Jahren 1889 und 1890 waren bis zu 3.700 Arbeiter beschäftigt. Dieser immense Bedarf wurde durch Anwerbung im Ausland, speziell in Italien, gedeckt.

### Eröffnung und Betriebsjahre bis zum Zweiten Weltkrieg

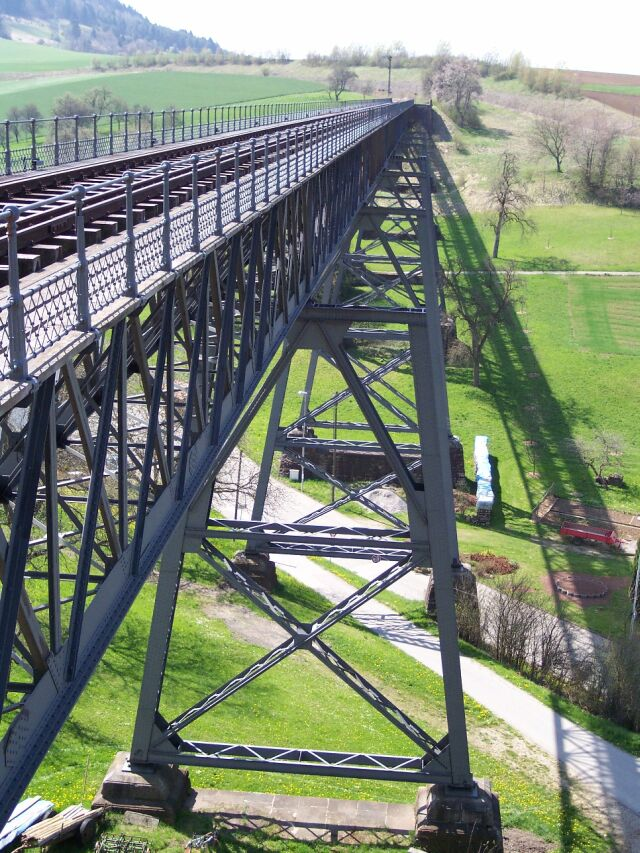
Brücke bei Epfenhofen

Am 20. Mai 1890 konnte die Wutachtalbahn dem Verkehr übergeben werden. Während des Baues hatten sich immer wieder geologische Schwierigkeiten ergeben, die das Projekt verteuerten. So musste beispielsweise der stählerne Biesenbach-Viadukt verlängert werden, weil an seinen Widerlagern der bereits aufgeschüttete Damm immer wieder abgerutscht war.
Die Bahnhöfe der Strecke wurden wegen des zu erwartenden geringen Verkehrsaufkommens in einem einheitlichen Stil gebaut, um an dieser Stelle die Baukosten reduzieren zu können. Die Ausweich- und Überholgleise an den Bahnhöfen haben dagegen eine Überlänge, um auch den längsten Militärtransport über die Strecke führen zu können.
In den Anfangsjahren verkehrten auf der Strecke drei Personenzugpaare und zusätzlich noch eines als kombinierter Güter- und Personenzug, das bis nach Waldshut an der Hochrheinbahn durchgebunden war. Einige Züge befuhren auch nur einzelne Streckenabschnitte. Aufgrund der topografischen Verhältnisse betrug die Durchschnittsgeschwindigkeit zunächst auch nur 26 Kilometer pro Stunde. Erst zum Sommerfahrplan des Jahres 1927 wurde sie auf ungefähr 50 Kilometer pro Stunde angehoben.
Den intensivsten Betrieb erlebte die Wutachtalbahn zwischen dem 5. und 12. Dezember 1923 aufgrund der französischen Besetzung von Offenburg, wodurch die Oberrheinstrecke und die Schwarzwaldbahn unterbrochen und weiträumige Umleitungen über die Hochrheinstrecke, die Wutachtalbahn und die Bahnstrecke Plochingen–Immendingen erforderlich wurden. Zum 1. Dezember 1923 wurde der Bahnhof Grimmelshofen für den öffentlichen Verkehr geschlossen.
1937 eröffnete am Ostkopf des Bahnhofs Zollhaus-Blumberg ein Verladebahnhof der Doggererz AG, die im Zuge der nationalsozialistischen Autarkiepolitik eine Erzlagerstätte im Raum Blumberg abbaute. Bis zur Einstellung des Bergbaus 1942 verkehrten Güterzüge meist an die Saar, selten an die Ruhr. Im Sommer 1944 fuhren außerdem mehrere Lazarettzüge über die Wutachtalbahn.

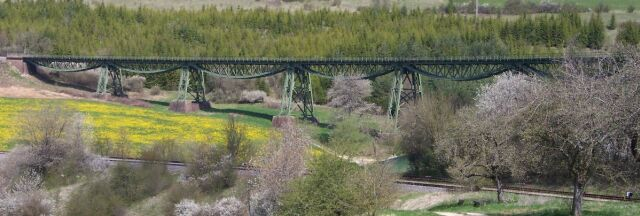
Biesenbach-Viadukt, im Vordergrund ist ein weiterer Teil der Eisenbahnstrecke zu erkennen

Die Nutzung der Wutachtalbahn war aber insgesamt betrachtet sowohl in Friedens- als auch in Kriegszeiten mäßig. Zum einen verteuerte die künstliche Entwicklung in die Länge jede Fahrkarte und auch die Gütertarife. Die Fahrpläne und Kursbücher weisen während der gesamten Betriebszeit der Strecke nicht mehr als fünf Personenzüge und einen Güterzug aus. Zum anderen war das Militär in beiden Weltkriegen nicht auf die Strecke angewiesen, obwohl die Strecke oft von Militärzügen befahren worden war.

### Stilllegung
Nach dem Zweiten Weltkrieg erhielt die Wutachtalbahn die Kursbuchnummer 304f. Die Strecke war mit ihrer schlechten Auslastung und ihrem immensen Instandhaltungsaufwand für die finanziell angeschlagene Deutsche Bundesbahn ein ernsthaftes Problem.
Um den Instandhaltungsaufwand zu reduzieren, wurde der durchgehende Verkehr zwischen den Bahnhöfen Lausheim-Blumegg und Zollhaus-Blumberg am 22. Mai 1955 eingestellt und fortan mit Bahnbussen und Lastkraftwagen abgewickelt. Bereits zu diesem Zeitpunkt war Ferdinand Mollet (1920–1991), Präsident von EUROVAPOR, bestrebt, die Wutachtalbahn in eine Museumseisenbahn umzuwandeln, was aber trotz seiner Hartnäckigkeit vorerst erfolglos blieb.
Von 1962 bis 1965 wurde die Strecke auf Kosten der NATO durchgehend saniert, beispielsweise wurden die Tunnel gegen das eindringende Wasser neu abgedichtet und die Signale an den Bahnhöfen erneuert. Trotz dieses Aufwandes in Millionenhöhe wurde die Strecke fahrplanmäßig nicht mehr befahren, obwohl das Bundesministerium der Verteidigung (im Zeitraum) bis 1974 jährlich 50.000 DM für den Unterhalt der Strecke zahlte.
Der Personenverkehr auf dem 15 Kilometer langen Abschnitt Zollhaus-Blumberg – Hintschingen wurde am 28. Mai 1967 eingestellt, die insgesamt 24 Kilometer lange Strecke Lauchringen – Lausheim-Blumegg folgte am 25. September 1971. Am 1. Januar 1976 legte die Deutsche Bundesbahn den gesamten Mittelabschnitt still.

### Betrieb als Museumseisenbahn

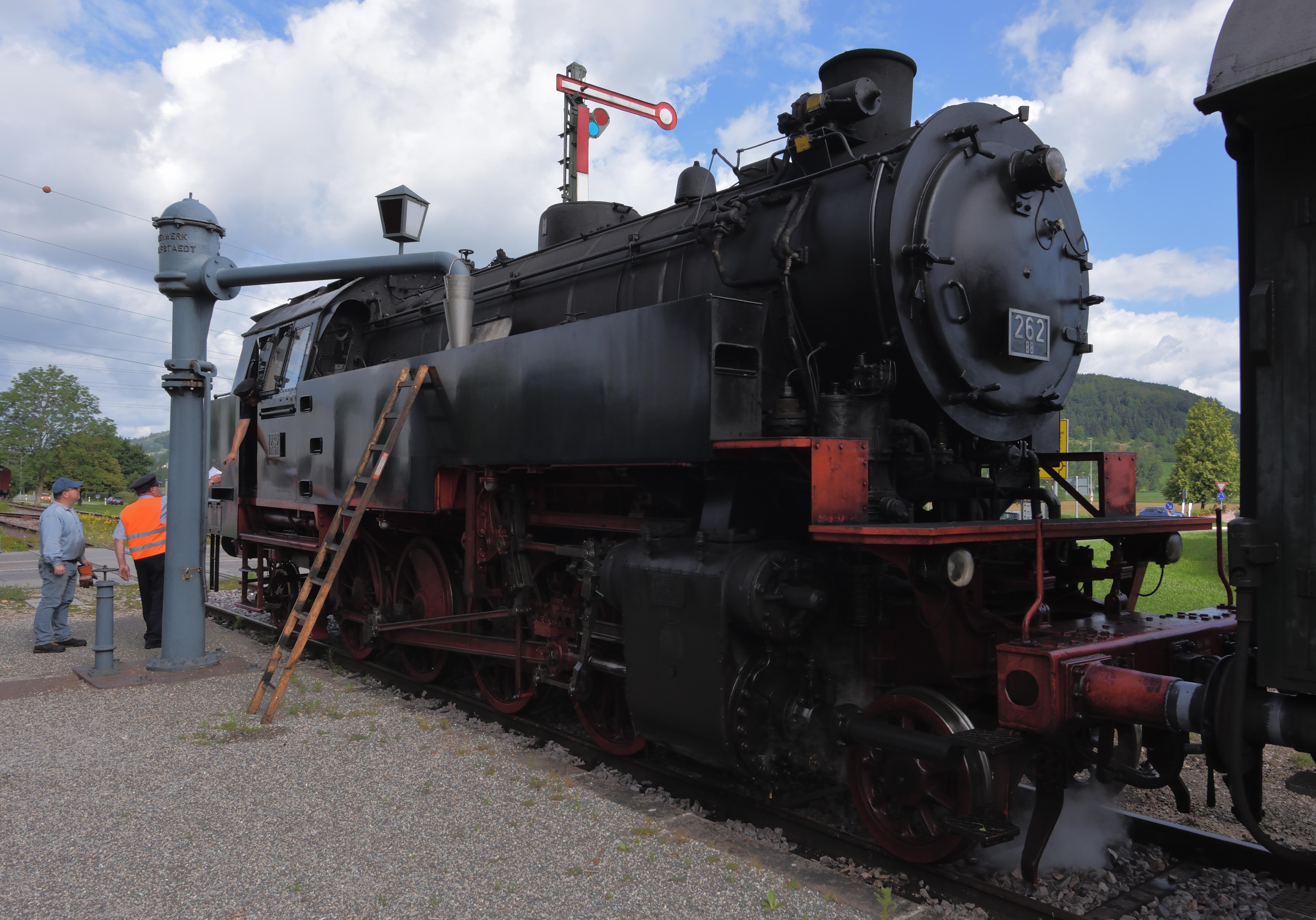
Lok 262 am Wasserkran im Bahnhof Blumberg

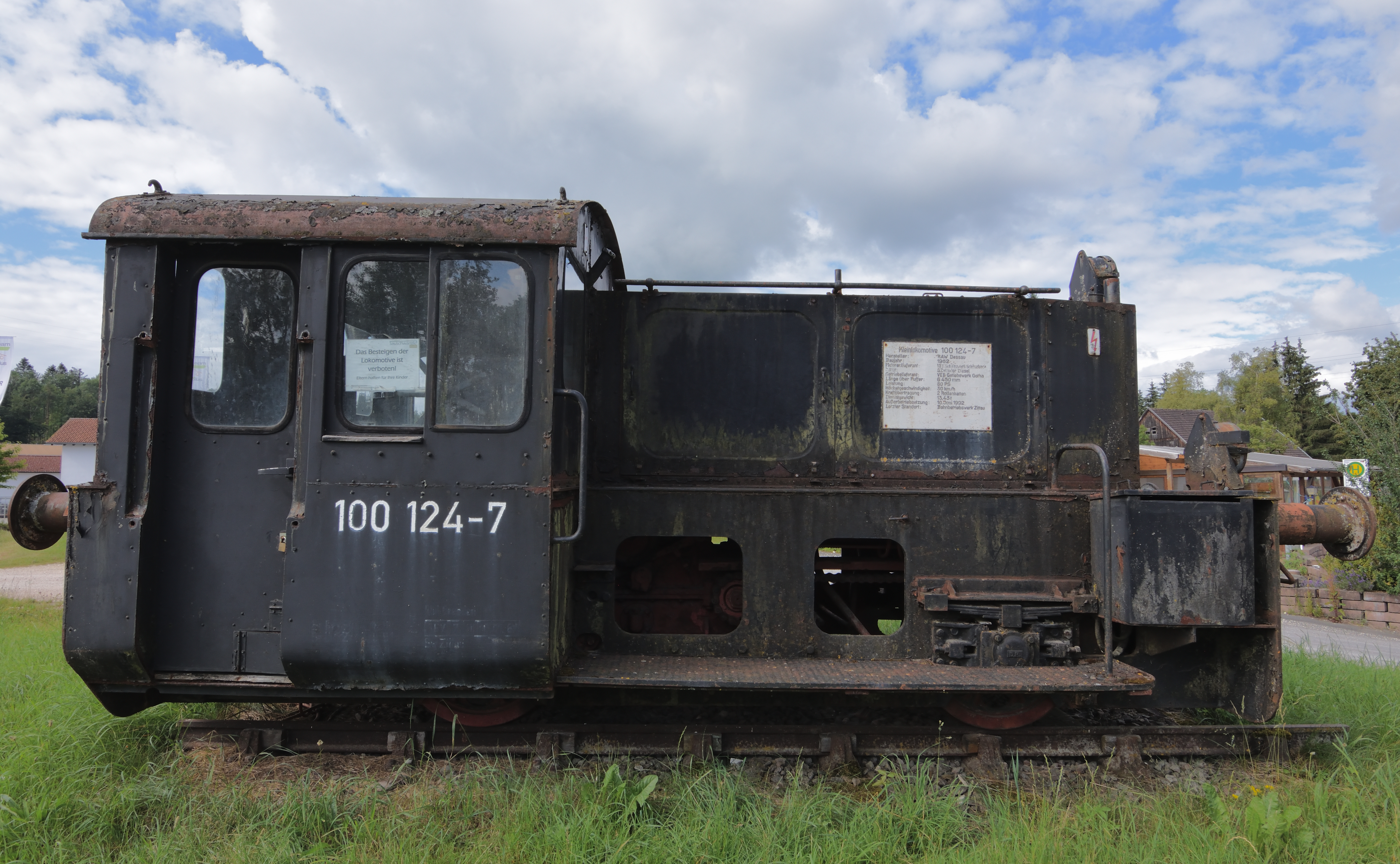
Ausrangierte Lok 100 124-7 in Blumberg

Ab 1976 konstituierte sich ein Verein mit Sitz in Blumberg. Bereits am 21. Mai 1977 wurde auf der Strecke ein Museumseisenbahnbetrieb eingerichtet, der aber nur im mittleren Streckenabschnitt zwischen Weizen und Zollhaus-Blumberg verkehrt. Dieser erwies sich von Anfang an als außerordentlich erfolgreich und sogar kostendeckend. Damit konnte die Strecke vor dem endgültigen Verfall bewahrt werden. 1988 erhielt die Strecke den Rang eines technischen Denkmals von nationaler Bedeutung. Durch umfangreiche Renovierungsmaßnahmen an den Tunneln und Brücken in den darauf folgenden Jahren ist ihr weiterer Bestand zu Beginn des 21. Jahrhunderts gesichert.
Im Jahr 1991 berichtete die Sendereihe Eisenbahn-Romantik des Südwest-Fernsehens in ihrer ersten Folge über die Wutachtalbahn. Während der Dreharbeiten an Ostern 1987 entgleiste die Dampflokomotive 38 1772 an der unteren Einfahrweiche des Bahnhofs Epfenhofen. Mehrfach diente die Wutachtalbahn als Filmkulisse, beispielsweise in Heinrich der Säger, Der Transport, Viehjud Levi oder Brass Target (deutscher Titel: Verstecktes Ziel).
War zuvor die EUROVAPOR für den Betrieb zuständig, übernahm deren 1997 gegründete Tochtergesellschaft Wutachtalbahn (WTB) e. V. im selben Jahr den Betrieb. Diese Ausgliederung war von Seiten der EUROVAPOR aus Flexibilitätsgründen beschlossen worden. Um die Jahrtausendwende herum wurde außerdem das Wagenmaterial der Strecke saniert; ebenso wurden zusätzliche Personenwagen gekauft. Nachdem bereits von 2008 bis 2010 457.000 Euro an Tourismusmitteln vom Land Baden-Württemberg geflossen waren, gab der Wirtschaftsausschuss des Landes im Oktober 2010 weitere 162.500 Euro aus dem Programm Tourismusinfrastruktur frei. Das Geld sollte die Sanierung der Gleisanlagen im Jahr 2011 ermöglichen.
Da ein täglicher Betrieb die Möglichkeiten eines ehrenamtlichen Vereins überstieg, wurde der Museumsbetrieb 2013 aufgeteilt. Der WTB betrieb ihn an Wochenenden von April bis Oktober mit seinen Fahrzeugen. An Werktagen und im Winter wurde der Betrieb von der Stadt Blumberg selbst geführt. Dafür beschaffte sie die ehemalige Lok 262 der Frankfurt-Königsteiner Eisenbahn und einige Umbauwagen. Bis zur Aufarbeitung der Dampflok bespannte eine preußische P 8 die Züge.

Lok 262 der Blumberger Bahnbetriebe wird in Weizen bekohlt (September 2021)

Der Vertrag zwischen der Stadt Blumberg und dem WTB e. V. wurde jedoch im November 2013 seitens der Stadt gekündigt. Vorausgegangen waren Auseinandersetzungen, die neben den für einen täglichen Betrieb nicht ausreichenden Kapazitäten des Vereins auch den Zustand der Bahnstrecke betrafen, der zu Schäden an den Fahrzeugen des Vereins geführt haben sollten. Seit 2014 wird der Bahnbetrieb ausschließlich durch die im Eigentum der Stadt stehenden Bahnbetriebe Blumberg GmbH & Co. KG mit eigenen Fahrzeugen und eigenem Personal durchgeführt. Der Verein Wutachtalbahn e. V. benannte sich infolgedessen in Dampflokfreunde Schwarzwald-Baar (DSB) e. V. um und wandte sich nach dem Verkauf eines Großteils seiner Fahrzeuge anderen Tätigkeitsfeldern zu.

### Reaktivierungen

#### Reaktivierung Südabschnitt
Infolge der Bahnreform und der damit verbundenen Regionalisierung des Schienennahverkehrs kam es Mitte der 1990er Jahre zu Überlegungen, zumindest Teile der Wutachtalbahn wieder für den Regelbetrieb zu reaktivieren. Eine 1998 erstellte Studie empfahl, den südlichen Abschnitt von Weizen bis Lauchringen zu reaktivieren und diesen umsteigefrei über die Hochrheinbahn mit Basel Badischer Bahnhof zu verbinden. Die Fahrgastprognose ging bei diesem Modell von 3.000 Fahrgästen täglich auf der südlichen Wutachtalbahn aus. Die Deutsche Bahn AG publizierte im Laufe der Evaluierung einen Kostenvoranschlag von 20 Millionen D-Mark für die Renovierung des Oberbaus. Aufgrund der Kostenprognose wurde die Reaktivierung des südlichen Abschnitts nicht weiterverfolgt.
In Weizen wurde 2004 ein neuer Bahnhof für die Museumsbahn eingeweiht. In Wutöschingen wurde eine neue Haltestelle eingerichtet. Die Firma Sto hat ebenfalls eine Haltestelle.

#### Ringzug-Konzept Nordabschnitt

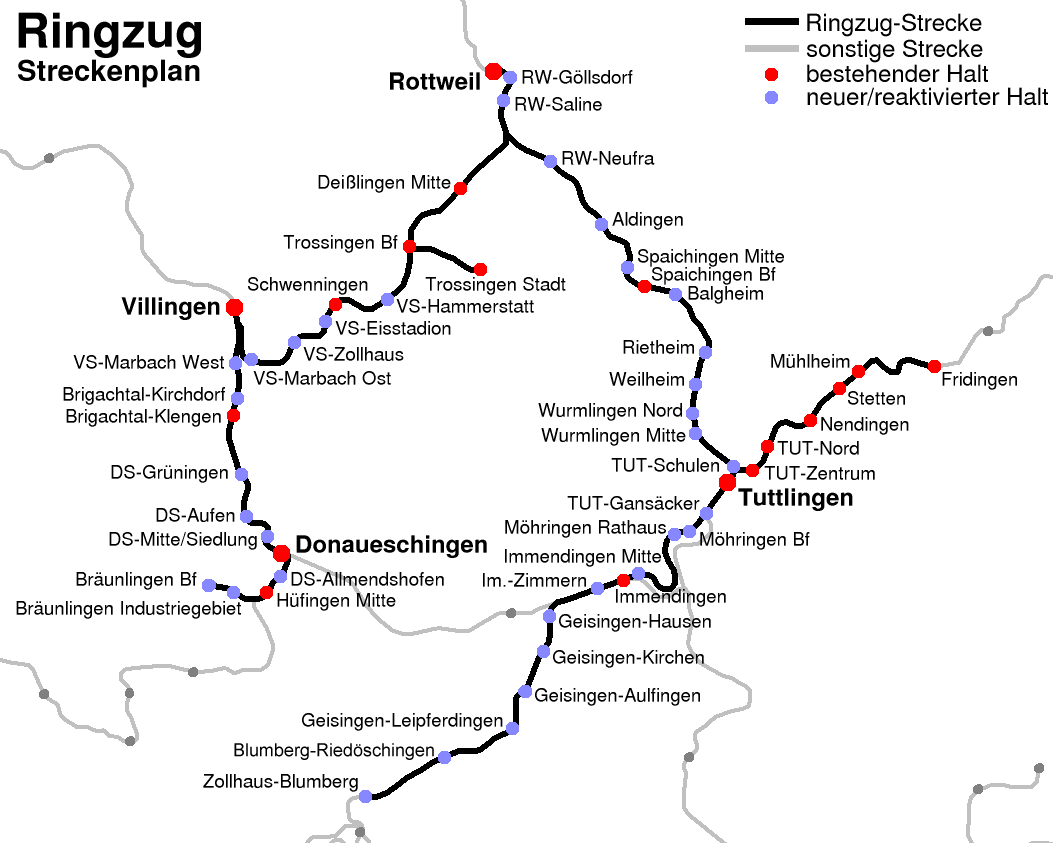
Ringzug-Streckenplan mit dem 2004 wieder in Betrieb genommenen Abschnitt Hintschingen–Blumberg-Zollhaus

Die ab 1995 vorangetriebenen Überlegungen in der Region Schwarzwald-Baar-Heuberg, den Schienennahverkehr in der Region neu zu organisieren, schlossen die Wutachtalbahn zunächst noch nicht ein. Die Studie des Verkehrsplaners Gerd Hickmann, die vorschlug, in den Landkreisen Tuttlingen, Rottweil und Schwarzwald-Baar mittels eines Ringzugs den öffentlichen Verkehr von der Straße zurück auf die Schiene zu verlagern, brachten eine Reaktivierung der nördlichen Wutachtalbahn noch nicht mit ins Spiel. Zu niedrig erschien das Fahrgastpotential der nach Geisingen eingemeindeten Dörfer Kirchen-Hausen (1128 Einwohner), Aulfingen (595 Einwohner) und Leipferdingen (829 Einwohner). In Blumberg lag der Bahnhof im Stadtteil Zollhaus darüber hinaus auch recht weit von der Stadt entfernt. Das ursprüngliche Ringzug-Konzept sah so auch vor, dass der Zug einen Ring von Donaueschingen, Villingen-Schwenningen, Rottweil und Tuttlingen zurück nach Donaueschingen fährt. Der Ringzug sollte also im Kreis fahren und die Wutachtalbahn nicht mit einschließen. Die Wutachtalbahn kam erst für eine Reaktivierung ins Spiel, als das ursprüngliche Konzept eines geschlossenen Rings sich als nicht durchführbar erwies. Ende der 1990er Jahre belegten die Interregio-Züge der Relation Konstanz–Hamburg genau zu den Zeiten die Trassen des Schwarzwaldbahn-Abschnitts zwischen Donaueschingen und Immendingen, zu denen der Ringzug diese benötigt hätte. Die Verkehrsplaner mussten deshalb ihr ursprüngliches Konzept eines geschlossenen Rings aufgeben und suchten eine Alternative, wie man trotz belegter Strecke zwischen Immendingen und Donaueschingen noch für den Ringzug wirtschaftliche Umläufe organisieren könnte. In diesem Zusammenhang setzte sich die ursprünglich nicht vorgesehene Reaktivierung der nördlichen Wutachtalbahn als wirtschaftlichste Option durch, da trotz dünner Besiedlung des Gebietes die fehlenden Schulen entlang der Strecke auf verhältnismäßig hohe Schülerbeförderungszahlen auf der Wutachtalbahn schließen ließen. Der Ende 2003 gestartete Ringzug-Betrieb schloss die Wutachtalbahn zunächst aber noch nicht mit in das Streckennetz ein, da am Wutachtalbahn-Abzweig in Hintschingen zuvor die Stellwerkstechnik umgestellt werden musste. Erst am 12. Dezember 2004 konnte auf dem nördlichen Abschnitt zwischen Hintschingen und Blumberg-Zollhaus nach fast 40 Jahren Unterbrechung wieder regelmäßiger Schienenpersonennahverkehr aufgenommen werden.

### Unfälle
Am 19. Juni 1951 überfuhr um 17.51 Uhr der Fahrer eines Reisebusses mit Feriengästen den mit Warnlichtanlage gesicherten Bahnübergang an Streckenkilometer 18,3, wo der damalige Verlauf der Bundesstraße 314 zwischen den Bahnhöfen Stühlingen und Weizen die Strecke gekreuzt hat, trotz rot blinkendem Warnlicht, als sich ein Zug näherte. Es kam zum Zusammenstoß: 7 Menschen starben, 14 weitere wurden verletzt, 2 davon schwer.
1987 ereignete sich bei der Museumseisenbahn ein tödlicher Unfall, als eine Frau versuchte, auf den bereits rollenden Zug noch aufzuspringen.
Am 8. April 2025 ereignete sich an dem unbeschrankten Bahnübergang vor dem Haltepunkt Wutöschingen ein Unfall. Der Fahrer eines Transporters übersah die rote Ampel und fuhr auf den Bahnübergang. Trotz einer Schnellbremsung schaffte es der Lokführer nicht, den Zusammenstoß zu verhindern.

## Betrieb

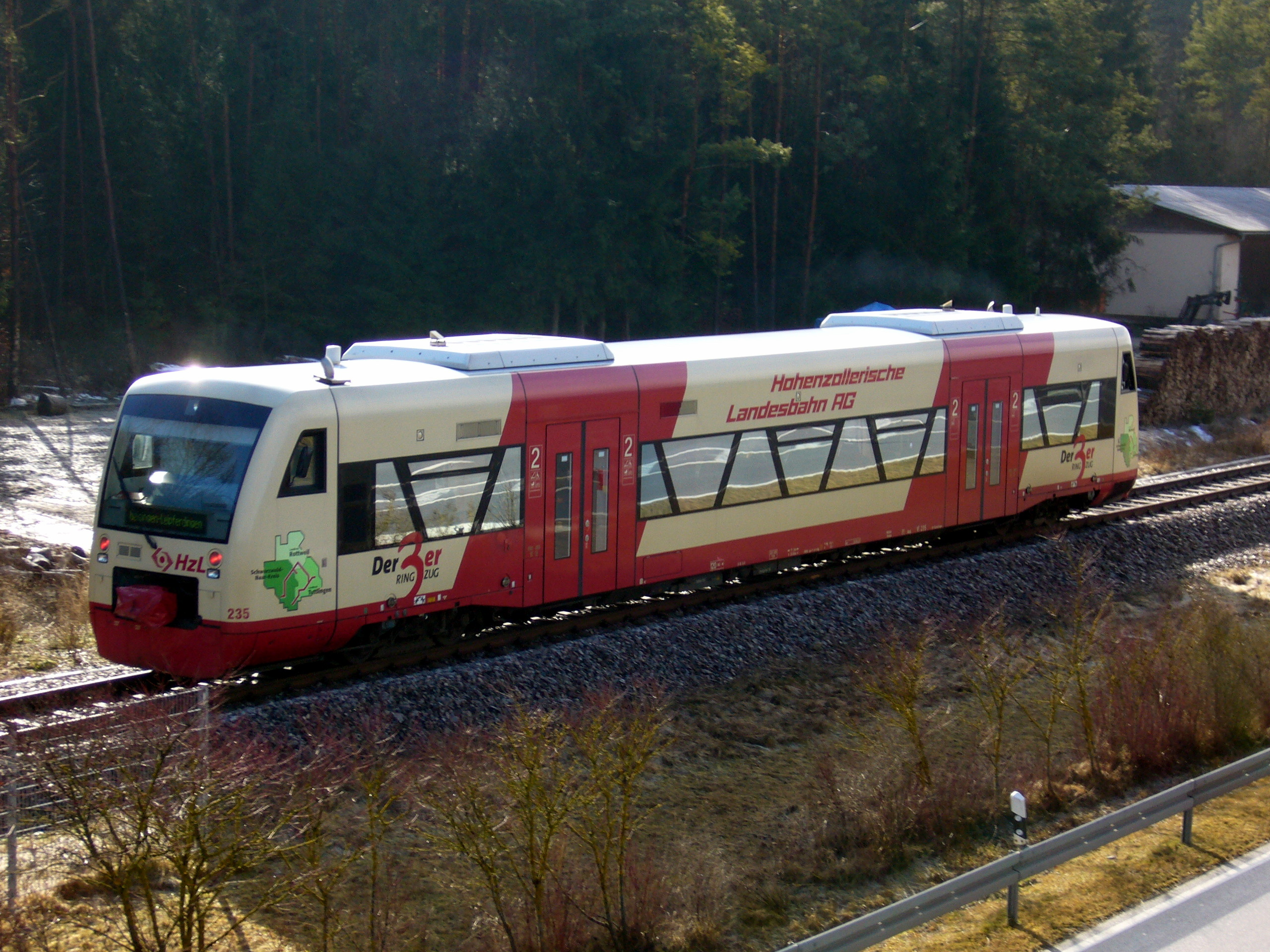
Ringzug auf der Wutachtalbahn beim Haltepunkt Geisingen-Kirchen

Seitdem die Deutsche Bundesbahn 1955 den mittleren Wutachtalbahn-Abschnitt zwischen Lausheim-Blumegg und Zollhaus-Blumberg stillgelegt hat, wird die Wutachtalbahn nicht mehr durchgängig von Lauchringen nach Immendingen befahren. Auch die Museumsbahn und der Ringzug nutzen nur einzelne Abschnitte der Gesamtstrecke. Von der ursprünglichen Idee, mit der Wutachtalbahn einen Teil einer überregionalen Verbindung von Ulm ins Elsass zu schaffen, sind so nur regionale Inselverkehre übrig geblieben. Seit der Ausweitung des Ringzug-Betriebes auf die Wutachtalbahn 2004 ist es jedoch erstmals nach fast 50 Jahren wieder möglich, mit zweimaligem Umsteigen die gesamte Strecke der Wutachtalbahn von Lauchringen bis Immendingen zu bereisen: im Nordabschnitt von Immendingen nach Blumberg mit dem Ringzug, im Mittelabschnitt von Blumberg nach Weizen mit der Museumsbahn und im Südabschnitt mit dem Zubringerverkehr von Weizen nach Waldshut. Seit dem Fahrplanwechsel im Dezember 2005 ist die Wutachtalbahn wieder in ihrer ganzen Länge als Teil der Kursbuchstrecke 743 im Kursbuch der Deutschen Bahn vertreten.
Für Fahrten mit dem Ringzug gelten die Fahrkarten des Verkehrsverbund Schwarzwald-Baar-Heuberg. Für die Museumsbahn gilt jedoch ein eigener, gesonderter Tarif.

### Ringzug auf dem Nordabschnitt

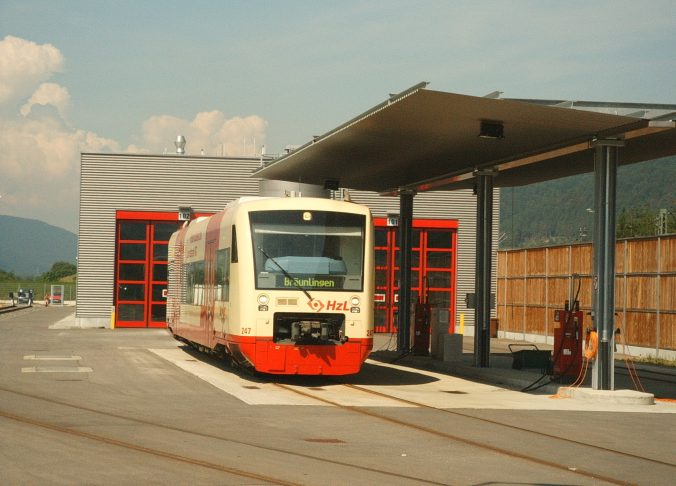
Der Ringzug im Bahnbetriebswerk der HZL in Immendingen

Im nördlichen Abschnitt zwischen Hintschingen und Blumberg-Zollhaus wird heute ein vertakteter Personenverkehr angeboten. Es verkehren dort Stadler Regio-Shuttles des Ringzugs, die von Rottweil kommend über die Bahnstrecke Plochingen–Immendingen bis Tuttlingen fahren. Von Tuttlingen aus fährt der Ringzug weiter bis Immendingen-Hintschingen. In Hintschingen wechselt der Ringzug auf die Wutachtalbahn und fährt dort bis Geisingen-Leipferdingen oder Blumberg. Einzelne Züge fahren auch von Fridingen an der Donau an der Bahnstrecke Tuttlingen–Inzigkofen her kommend bis Hintschingen und weiter Richtung Blumberg-Zollhaus.
Werktags fahren diese Züge der Hohenzollerischen Landesbahn in einem annähernden Stunden-Takt. An Werktagen fahren die meisten Ringzüge jedoch nicht bis Blumberg durch, sondern beginnen und enden in Leipferdingen. Dies liegt daran, dass es wegen der fehlenden Begegnungsmöglichkeiten der Züge auf der eingleisigen Strecke nicht möglich ist, einen Stunden-Takt bis Blumberg anzubieten. Deshalb besteht in Leipferdingen Busanschluss von und nach Blumberg. Am Wochenende wird im Zwei-Stunden-Takt gefahren. Die Züge starten und enden aber am Wochenende anders als unter der Woche in Blumberg. An den Wochenenden von Mai bis Oktober werden seit dem Jahr 2006 einzelne Ringzüge durch den Naturpark-Express ersetzt, der Gammertingen und Sigmaringen über Tuttlingen und Immendingen mit Blumberg-Zollhaus verbindet und auf die Fahrtzeiten der Museumsbahn abgestimmt ist. Dieser Radwanderzug, der vor allem auf den touristischen Markt zielt, soll den Naturpark Obere Donau mit dem Wutachtal und der Museumsbahn verbinden.

### Museumsbahn auf dem Mittelabschnitt

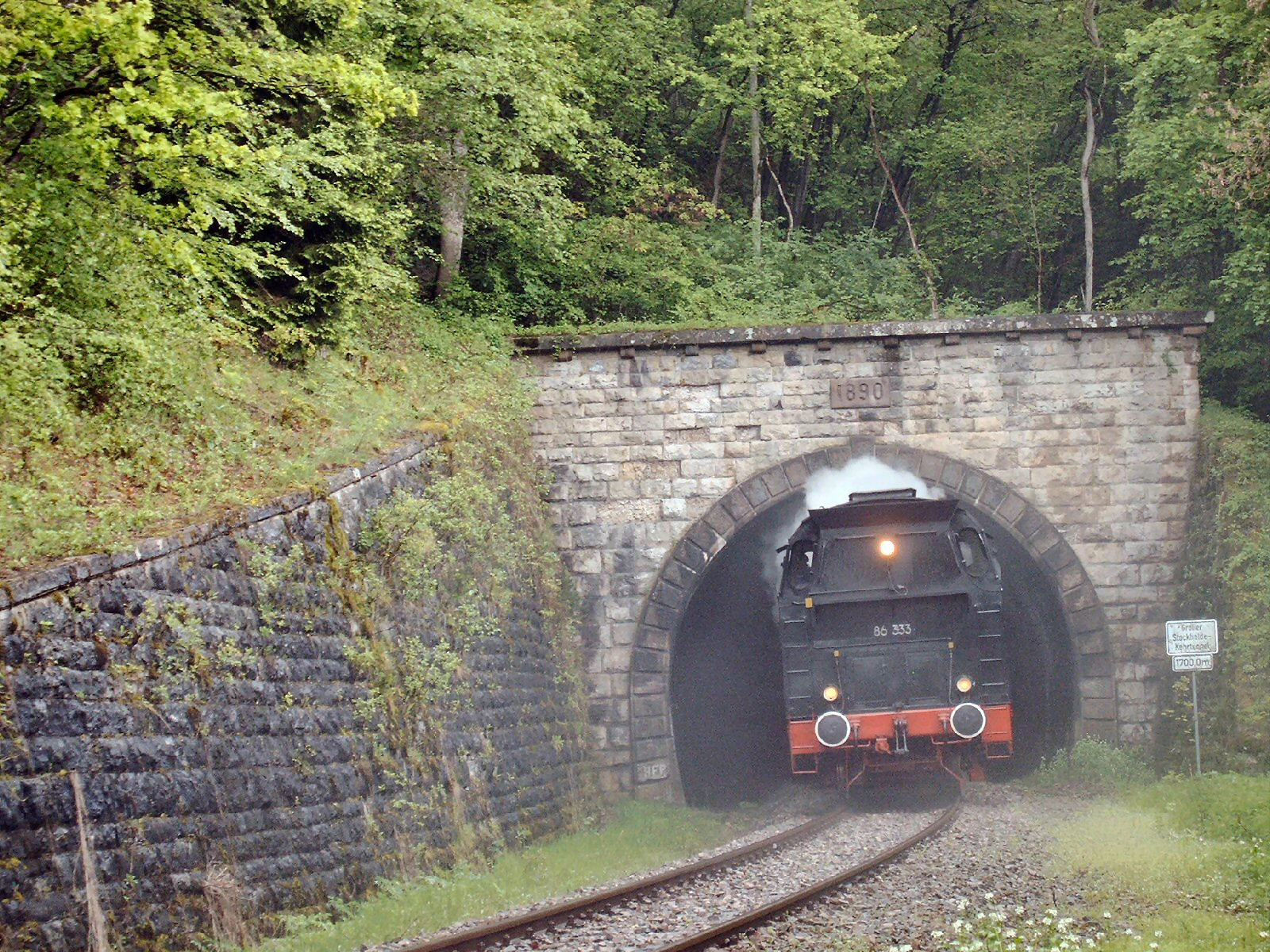
Stockhalde-Tunnel bei Grimmelshofen mit der Dampflok 86 333

Im August 2011 waren auf der Wutachtalbahn drei Dampflokomotiven und ungefähr zwölf Personenwagen stationiert. Die Museumszüge verkehrten seit 1997 hauptsächlich mit der Dampflok 86 333, die vorher im Eisenbahnmuseum in Nördlingen untergebracht war. Eine weitere Dampflokomotive, die gelegentlich zum Einsatz kam, war die 1943 gebaute und 2003 renovierte 50 2988. Außerdem waren noch die 52 8012 und die 105 ausgestellt, welche aber nicht betriebsfähig sind. Bei Letzterer handelt es sich um eine so genannte „Werksdampflok“, die 1952 gebaut wurde und seit 2002 in Blumberg stationiert ist.
Ab Anfang 1989 wird eine kleinere Diesellokomotive, eine Köf, zum Rangieren und für Arbeitszüge der Bahnmeisterei eingesetzt. Gelegentlich wurde sie auch für Sonderfahrten benutzt. Seit Ende 2003 war auf der Strecke noch eine zweite nahezu identische Köf stationiert. Ebenso wurde seit 1995 ein Esslinger-Dieseltriebwagen eingesetzt.
Die Reisezugwagen stammten hauptsächlich von der Schweizerischen Industriegesellschaft (SIG) beziehungsweise vom Ausbesserungswerk Karlsruhe; gebaut wurden sie zwischen der Jahrhundertwende und den 1950er Jahren. Sie boten durchweg die zweite Wagenklasse.
Die Museumsbahn fährt ausschließlich zwischen April und Oktober nach festem Fahrplan. Dieser Verkehr findet in der Nebensaison nur am Wochenende, von Juni bis Anfang Oktober von Donnerstag bis Sonntag, in den baden-württembergischen Sommerferien von Mittwoch bis Sonntag statt. Die Museumsbahn befährt die Strecke in der Regel zweimal pro Tag, am Mittwoch oder Donnerstag auch nur einmal. An bestimmten Tagen verkehrt auch ein mit einer Diesel-Lok bespannter Zusatzzug.
Im Dezember 2013 wurde von der Unteren Naturschutzbehörde des Schwarzwald-Baar-Kreises der Betrieb zwischen Anfang November und Ende März untersagt, weil die vom Aussterben bedrohte Mopsfledermaus sich in den Tunneln eingenistet hat. Das Eisenbahnverkehrsunternehmen legte beim Regierungspräsidium Freiburg Widerspruch und beim Verwaltungsgericht Rechtsmittel gegen diesen Verwaltungsakt ein; er stehe im Widerspruch zu seinem Recht, öffentliche Eisenbahn-Infrastruktur zu nutzen. Das Verwaltungsgericht Freiburg urteilte am 8. Januar 2014, dass das Verbot bestehen bliebe, die Bahngesellschaft jedoch in Ausnahmefällen den Tunnel befahren dürfe. Dies sei jedoch nur ohne Dampflokomotiven und Passagiere gestattet. Dieses Verbot wurde für den Winter 2014/15 und die kommenden erneuert. Im Juli 2016 wurde dieses Verbot vom Verwaltungsgerichtshof Baden-Württemberg (VGH) in Mannheim – vorerst – gekippt. Es ist der Auffassung, das Landratsamt sei als untere Naturschutzbehörde für ein solches Verbot nicht zuständig. Im Juli 2018 wurde die Aufhebung bestätigt, mit der Begründung, vergleichsweise mildere Beschränkungen hätten dem Artenschutz ebenso gedient. Im Oktober 2018 vereinbarten das Regierungspräsidium Freiburg und die Bahnbetriebe Blumberg einen eingeschränkten Betrieb und Schutzzeiten. Jedoch untersagte diese Behörde den im Winter 2019/2020 geplanten Holztransport mit drei bis vier monatlichen Güterzügen zwischen Weizen und Blumberg-Zollhaus aus den genannten Artenschutzgründen und schlug stattdessen den Straßentransport vor.
Die seit 2015 zum Einsatz gekommene Dampflok BB 262 steht seit Juli 2022 zum Verkauf, da die anfallenden Kosten für die anstehende Hauptuntersuchung wesentlich höher ausfallen würden als erwartet. Zukünftig sollen die Museumszüge mit historischen Dieselloks oder leihweise verkehrenden Dampfloks anderer Vereine bespannt werden.

### Zubringer- und Schülerzug auf dem Südabschnitt

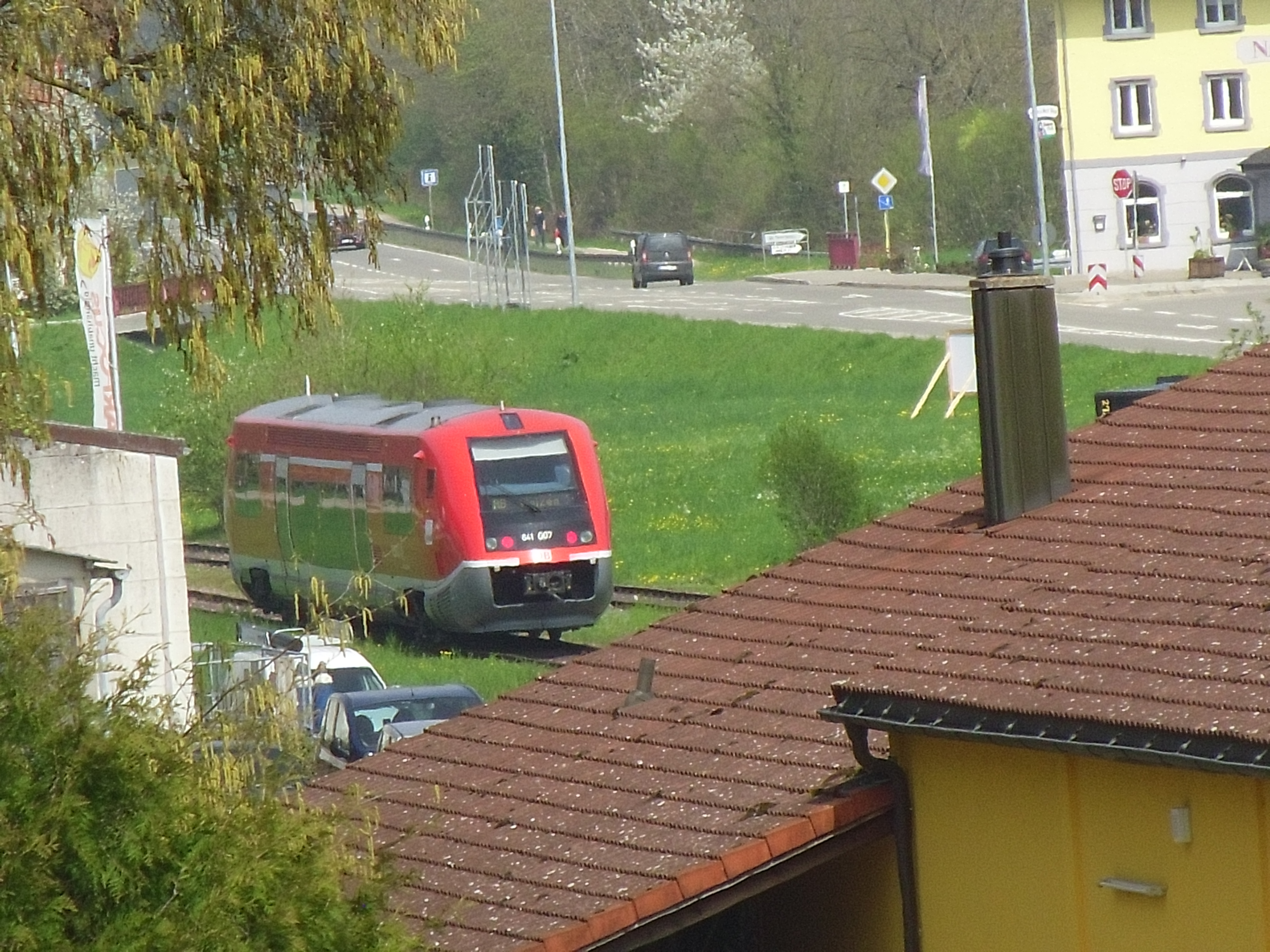
Der Zubringer im Bahnhof Stühlingen

Auf dem Südabschnitt zwischen Lauchringen und Weizen findet seit 2003 wieder an den Wochenenden Personenverkehr statt. Dieser Zug wird von DB Regio gefahren, dient als Zubringerverkehr zur Museumsbahn und wird als Weizen-Pendel bezeichnet. Die Leistung ist auf die Fahrzeiten der Museumsbahn abgestimmt und fährt von Waldshut an der Hochrheinbahn nach Weizen. Der Weizen-Pendel verkehrt mit Dieseltriebwagen der Baureihe 641. Die Strecke zwischen Oberlauchringen und Weizen wurde von der Stadt Blumberg gepachtet und betriebsfähig instand gesetzt. Im Jahr 2011 befand sich der Oberbau zwischen dem ehemaligen Bahnhof Ofteringen und dem Bahnhof Stühlingen in einem schlechten Zustand, aus diesem Grund wurden dort Langsamfahrstellen mit einer Höchstgeschwindigkeit von 15 km/h eingerichtet.

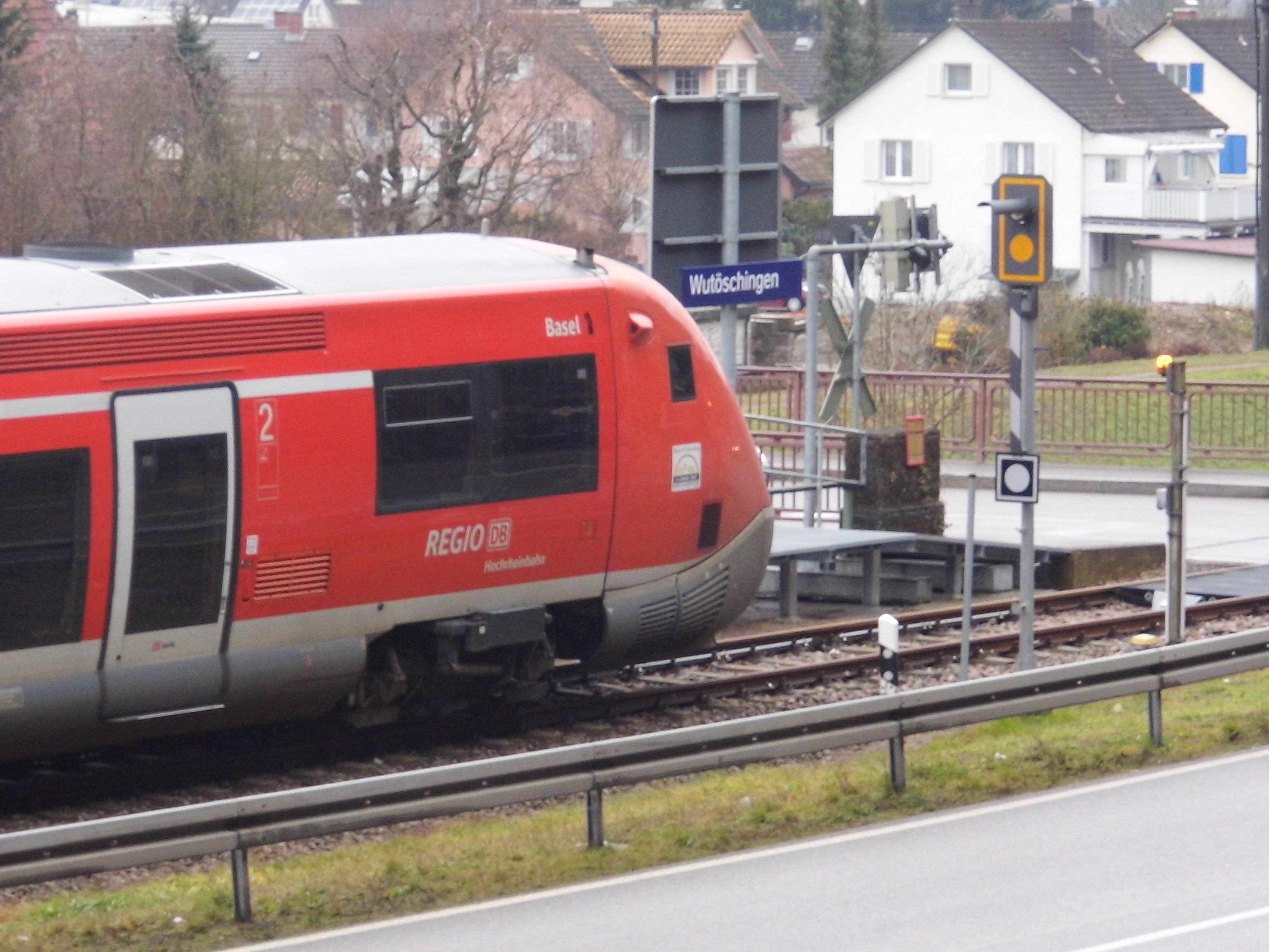
Regionalbahn am neu eingerichteten Haltepunkt Wutöschingen

Zum Fahrplanjahr 2014 wurde an Schultagen mittags ein Zugpaar von Waldshut über Lauchringen nach Wutöschingen eingeführt. Zum Fahrplanjahr 2015 wurde dieser Schülerzug auf kommunale Initiative bis Eggingen mit Busanschluss Richtung Stühlingen verlängert.
Der Abschnitt zwischen Lauchringen und Stühlingen wurde im November 2017 wegen starker Schäden am Gleiskörper bzw. an der Gleisgeometrie gesperrt und am 15. Juli 2018 wieder geöffnet. Zum 10. September 2018 wurde an Schultagen der Verkehr auf dem Abschnitt zwischen Lauchringen und Wutöschingen beziehungsweise Eggingen auf vier Zugpaare verdichtet. Die Züge werden jeweils aus einem Triebwagen der Baureihe 641 gebildet. Zum Fahrplanjahr 2020 wurden dieser Verkehr bis Stühlingen verlängert. 2023 verkehrten es fünf Zugpaare. Zum 8. Januar 2024 wurde montags bis freitags – auch in den Schulferien – ein Zweistundentakt mit 7 Zugpaaren zwischen Waldshut und Stühlingen als Vorlaufbetrieb zu einem täglichen Stundentakt eingeführt.

### Personenverkehr
Von 1953 bis zur Einstellung des Personenverkehrs auf dem Südabschnitt wurden für Personenzüge, die den Berufs- und Pendlerverkehr bewältigten, folgende Garnituren verwendet:
- Lokomotive (1953–1967 Baureihe 50; 1967–1971 Baureihe 212).
- Zweiachsiger Gepäckwagen.
- 3–4 dreiachsige Umbauwagen.

Für andere Personenzüge wurde der Schienenbus eingesetzt.

### Güterverkehr
Seit der Einstellung des Güterverkehrs zwischen Immendingen und Blumberg-Zollhaus am 31. Oktober 1995 und zwischen Lauchringen und Weizen im Jahr 2001 dient die Wutachtalbahn nunmehr ausschließlich dem Personen- beziehungsweise Museumsverkehr.
Übergabegüterzüge wurden auf dem Südabschnitt von Waldshut und auf dem Nordabschnitt von Immendingen her bedient. Die letzte Übergabeleistung diente bis Mitte 2001 den Rohstoffanlieferungen der Firma Sto in Weizen. Dieser Dienst wurde von der Deutschen Bahn auf der Relation Waldshut-Weizen erbracht. Bis zu den frühen 1990er Jahren kamen Streckendieselloks der BR 212 zum Einsatz. Bis zur Einstellung dieser Leistung setzte man anschließend Rangierdiesellokomotiven der BR 290 ein. Das für die Anlieferung notwendige Anschlussgleis war über die südliche Ausfahrt des Bahnhofs Weizen an das Streckennetz angebunden. Bis zum Neubau des Abschnitts Grimmelshofen–Stühlingen der Bundesstraße 314 kreuzte dieses Anschlussgleis die Straße an einem unbeschrankten Bahnübergang mit Lichtzeichen. Die Güterwagen wurden durch ein Tor auf das Betriebsgelände der Firma Sto rangiert, wo einzelne Wagen mittels einer kleinen Drehscheibe auf ein quer dazu angeordnetes Abstellgleis verschoben wurden. Diese Manöver wurden mit einem Zweiwege-Unimog durchgeführt. Der Inhalt der Güterwagen wurde zumeist über Schläuche direkt in die Silos der Produktionsanlagen gepumpt. Zum Einsatz kamen in der Regel die Wagengattungen Tdgs, selten die Gattungen Z und U.
Die Übergabegüterzüge im Nordabschnitt wurden mit Lokomotiven der Baureihen 212, 220, 261 und 332 bespannt. Landwirtschaftliche Güter wurden an vielen Bahnhöfen umgeschlagen, dementsprechend verfügten diese über Freiladegleise. Der letzte Kunde für Agrargüter auf dem Südabschnitt war die ZG Raiffeisen in Stühlingen. Sie war vor dem Bahnübergang am Nordende des Bahnhofs Stühlingen mittels einer Handweiche angeschlossen. Holzverladung war eine weitere Gütersparte an dieser lokalen Bahnstrecke. Zu diesem Zweck gab es Holzverladestellen an vielen Bahnhöfen der Wutachtalbahn. Der Stückgutverkehr spielte nur bis zum Ende des Zweiten Weltkriegs eine untergeordnete Rolle. Dennoch strich die Deutsche Bundesbahn die meisten Bahnhöfe erst kurz nach der Betriebseinstellung aus dem Verzeichnis der Anlagen mit Abfertigungsrecht.
Die Durchschnittsgeschwindigkeit der Güterzüge war aufgrund des überholungsbedürftigen Oberbaus gering, sie betrug beispielsweise im Abschnitt Eberfingen–Stühlingen nur 30 km/h.
Gelegentlich werden auch heute noch bei Streckensperrungen einige wenige Güterzüge über die Strecke geleitet.

### Rollmaterial

#### Dampflokomotiven
Generell wurden die zivilen Züge auf der Wutachtalbahn mit geringwertigem Rollmaterial bedient, was auch der Einstufung als Sekundär- beziehungsweise Nebenbahn entsprach. Das Fahrgastpotential auf der Strecke Oberlauchringen-Immendingen wurde jedoch schon vor der Inbetriebnahme des ersten Abschnitts Oberlauchringen-Stühlingen als sehr gering eingestuft. Bis zur Gründung der Deutschen Reichsbahn kamen auf der Wutachtalbahn folgende Gattungen an Lokomotiven der Großherzoglich Badischen Staatseisenbahnen zum Einsatz:
- Ic, Ie
- III, IIIa
- IVc, IVd, IVe
- VI, VIb
- VIIa

Diese Gattungen konnten bis etwa 1959 auf der Wutachtalbahn beobachtet werden. Ab 1920 hielten die preußischen Gattungen G10 und G12 Einzug. Ab 1936 setzte das Bahnbetriebswerk Waldshut außerdem die Baureihe 64 ein.
Während des Zweiten Weltkriegs ergab sich ein vielfältigeres Bild. So kam zusätzlich zur Baureihe 58 ab 1940 auch die Baureihe 50 zum Einsatz. Ab 1943 setzte das Bahnbetriebswerk Villingen die Baureihe 86 ein. Ab 1944 kamen außerdem noch die Baureihe 42 und die Preußische T 14 hinzu. Lokomotiven der SNCF-Gattung 140 und die SBB C 5/6 (als Mietlok) waren ebenfalls im Einsatz.
Während der französischen Besatzung ab 1945 hatten die Baureihen G12, 42 und 44 die Aufgabe, Reparationsleistungen in Form von Schwarzwälder Holz via Hochrheinbahn nach Frankreich zu bringen.
Nach Wiederaufnahme des Regelzugdienstes übernahmen wieder die VIb, VIc, die G10 und die Baureihe 50 den Dienst. Letztgenannte Baureihe war bis 1968 die letzte Dampflokomotivbaureihe auf der Wutachtalbahn.

#### Diesel-Triebfahrzeuge
Der zunehmende Dieselbetrieb auf der Strecke begann 1953. Im Laufe der Jahre kamen folgende Typen zum Einsatz:
- 795 (Schienenbus)
- 798
- 212 (V 100)
- 220 (V 200)
- 261 (V 60)
- 332 (Köf)
- 290 (V 90)
- 216 (V 160)

Schwere Personenzüge auf dem Südabschnitt wurden bis 1968 von der Dampflok-Baureihe 50 gezogen, dann übernahm bis 1971 die Baureihe 212 diese Leistungen. Kurz vor Einstellung des planmäßigen Personenverkehrs auf dem Südabschnitt kam sporadisch auch die Baureihe 216 zum Einsatz. Auf dem Nordabschnitt kam in den 1970er Jahren außerdem die Baureihe 220 vor Güterzügen zum Einsatz.

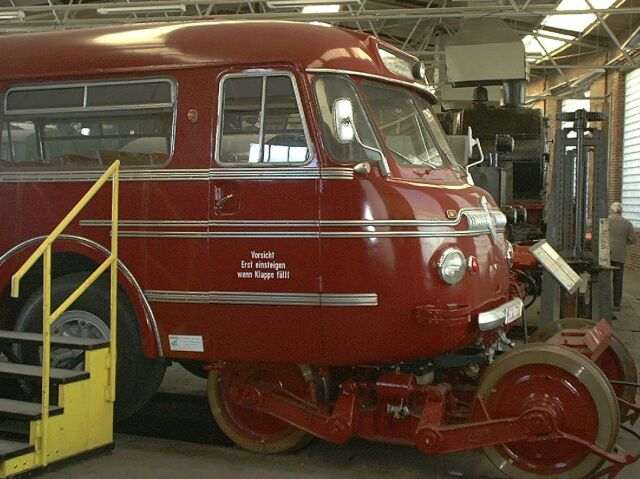
Von Mai 1953 bis November 1955 war der Schienen-Straßen-Omnibus auf der Wutachtalbahn im Einsatz

#### Schi-Stra-Bus
Ein kurzes Gastspiel gab in den 1950er Jahren der Schienen-Straßen-Omnibus, ein sowohl auf der Straße als auch auf der Schiene einsetzbares Fahrzeug. Mit diesem Fahrzeug wurde während Aufarbeitungsarbeiten an der Strecke der aufwändige Mittelabschnitt mit seinen ortsfernen Bahnhöfen auf der Straße umfahren und die örtlichen Siedlungen bedient, während die übrigen Abschnitte weiterhin mit Zügen bedient wurden. Das nicht ausgereifte Konzept der Fahrzeuge verursachte Verspätungen. Vor allem der Antrieb der gummibereiften Räder an der Hinterachse bereitete auf den Schienen große Probleme und verhinderte eine dauerhafte Einführung dieses Fahrzeugs.

### Bahnbetriebswerke
Die Wutachtalbahn unterstand von 1882 bis 1994 der badischen Bahndirektion in Karlsruhe. Das Rollmaterial wurde von 1875 bis 1894 durch das Bahnbetriebswerk in Waldshut gestellt. Im Zeitraum 1894–1911 übernahm das Bahnbetriebswerk in Villingen diese Aufgabe. Ab 1911 stellten die Bahnbetriebswerke in Villingen und Waldshut das rollende Material. Bis 1964 war für das Rollmaterial im Südabschnitt das Bahnbetriebswerk in Waldshut zuständig. Danach hat das Bahnbetriebswerk Haltingen den Unter- und Vorhalt des Rollmaterials für den Südabschnitt übernommen. Für den Nordabschnitt, die Aitrachtalbahn, war nach Auflösung des Bahnbetriebswerks Villingen 1967 das Bahnbetriebswerk Radolfzell zuständig.
Mit der Einführung des Museumsfahrbetriebs auf dem Mittelabschnitt wurde die Grenze zwischen den Bahnbetriebswerken 1977 vom Bahnhof Lausheim-Blumegg hin zum Bahnhof Zollhaus-Blumberg verlegt, wodurch das Bahnbetriebswerk Haltingen bis heute für das Rollmaterial seitens der DB Regio für den Süd- und Mittelabschnitt zuständig ist. Die Museumsbahn nutzt ihre Anlagen in Fützen, um das eigene Rollmaterial zu unterhalten.

## Trivia
Der ehemalige Bahnhof Eberfingen diente 2014 als Drehort für den ARD-Spielfilm Endstation Glück. Auch Viadukte und Züge sind im Film zu sehen. Im Schwarzwald-Tatort Goldbach, dem Debüt der Ermittler Tobler und Berg, sollte die Strecke 2017 eine Rolle spielen, wie schon zuvor im Kriegsheimkehrerfilm Einer von Zehntausend.

## Gesprochene Version
Koordinaten: 47° 50′ 16,3″ N, 8° 33′ 23,1″ O